# Viol
Pour les articles ayant des titres homophones, voir Viole et Violle.
Cet article possède des paronymes, voir violation et violence.
 Mise en garde médicale
Le viol est un acte de violence sexuelle qui implique une pénétration sans le consentement de la victime. Il peut être exercé par la force, la surprise, la menace, la soumission chimique, la ruse ou par la contrainte (physique ou psychologique). Au XXIe siècle, le viol constitue un crime dans la plupart des législations ; l'imposture ou le dol constituent en général, ainsi que la violence, un élément d'appréciation du viol.
La définition du terme « viol » peut être plus ou moins large selon les pays. Ainsi, dans le droit français, le viol est une agression sexuelle impliquant, selon l'article 222-23 du Code pénal, « tout acte de pénétration sexuelle, de quelque nature qu'il soit, ou tout acte bucco-génital commis sur la personne d'autrui ou sur la personne de l'auteur par violence, contrainte, menace ou surprise », la notion de non-consentement n'étant pas exprimée, bien que demeurant un élément constitutif de l'infraction, pris en compte par les juridictions et résultant implicitement du texte. Dans certains pays comme l'Allemagne et le Canada, des définitions plus larges sont adoptées. Au Canada, l'infraction de viol a été abolie et remplacée par le crime d'agression sexuelle, notamment pour mettre l'accent sur la dimension violente de l'acte et pour inclure toute forme d'attouchement sexuel non consenti. En France, le viol est un crime et le criminel s'expose à une peine allant de 15 ans de prison ferme jusqu'à l'emprisonnement à perpétuité (par exemple en cas de récidive ou si le viol est accompagné de tortures).
Selon un rapport de 2010 de l'Office des Nations unies contre la drogue et le crime et une étude de l'Organisation mondiale de la santé de 2017, la plupart[évasif] des viols sont commis par des hommes et la plupart[évasif] des victimes sont des femmes, la même proportion existant pour les violences conjugales et les agressions sexuelles,. En France, 3,8 % des femmes sont victimes de viol ou de tentative de viol au cours de leur vie, selon une enquête de l'Institut national d'études démographiques (Ined) soutenue par le ministère chargé des Droits des femmes. Environ 80 000 viols sont enregistrés chaque année par les forces de l'ordre dans l'Union européenne, dont plus de 9 victimes sur 10 sont des femmes, alors que les détenus sont presque tous des hommes (99 %).

## Approche socio-historique

### Antiquité

#### Lois babyloniennes
La première mention écrite du viol est dans le Code de Hammurabi, qui distingue viol et adultère. La loi 129 établit que si une femme mariée et un homme sont surpris ensemble « en flagrant délit », les deux doivent être noyés mais le mari peut cependant pardonner à sa femme. La loi 130 établit, en revanche, que si une jeune fille vierge est trouvée avec un homme, seul l'homme doit être mis à mort.

#### Judaïsme
Chez les Hébreux, le viol de la femme d'autrui est interdit dans le dernier des Dix Commandements : « Tu ne convoiteras ni la femme, ni la maison, ni rien de ce qui appartient à ton prochain ». Dans le Code deutéronomique, la punition infligée est : si une femme mariée ou fiancée est surprise avec un homme, il est considéré comme ayant eu adultère et la mort par lapidation est exécutée pour les deux individus ; si, en revanche, une femme mariée ou fiancée est prise par un homme à l'extérieur de la ville, le viol est supposé et seul l'homme est lapidé ; si la victime est une jeune fille non fiancée, l'homme doit payer une amende au père de la fille et épouser la jeune fille sans possibilité de divorce. C'est une des premières attestations du mariage réparateur, conçu comme une forme de dédommagement et de protection pour la femme, qui avait perdu son honneur et n'aura probablement pu trouver d'autre mari (Devarim 22:28-29).

« …si l'homme couchant avec une femme mariée est pris sur le fait, tous deux mourront. Tu feras disparaître d'Israël le mal. Si une jeune fille vierge est fiancée à un homme, qu'un autre homme la rencontre dans la ville et couche avec elle, vous les conduirez tous deux à la porte de cette ville et vous les lapiderez jusqu'à ce que mort s'ensuive : la jeune fille parce qu'elle n'a pas appelé au secours dans la ville, et l'homme parce qu'il a usé de la femme de son prochain. Tu feras disparaître le mal du milieu de toi. Mais si c'est dans la campagne que l'homme a rencontré la jeune fille fiancée, qu'il l'a violentée et a couché avec elle, l'homme qui a couché avec elle mourra seul ; tu ne feras rien à la jeune fille, il n'y a pas en elle de péché qui mérite la mort. Le cas est semblable à celui d'un homme qui se jette sur son prochain pour le tuer : car c'est à la campagne qu'il l'a rencontrée, et la jeune fille fiancée a pu crier sans que personne vienne à son secours. Si un homme rencontre une jeune fille vierge qui n'est pas fiancée, la saisit et couche avec elle, pris sur le fait, l'homme qui a couché avec elle donnera au père de la jeune fille cinquante pièces d'argent ; elle sera sa femme, puisqu'il a usé d'elle, et il ne pourra jamais la répudier,. »

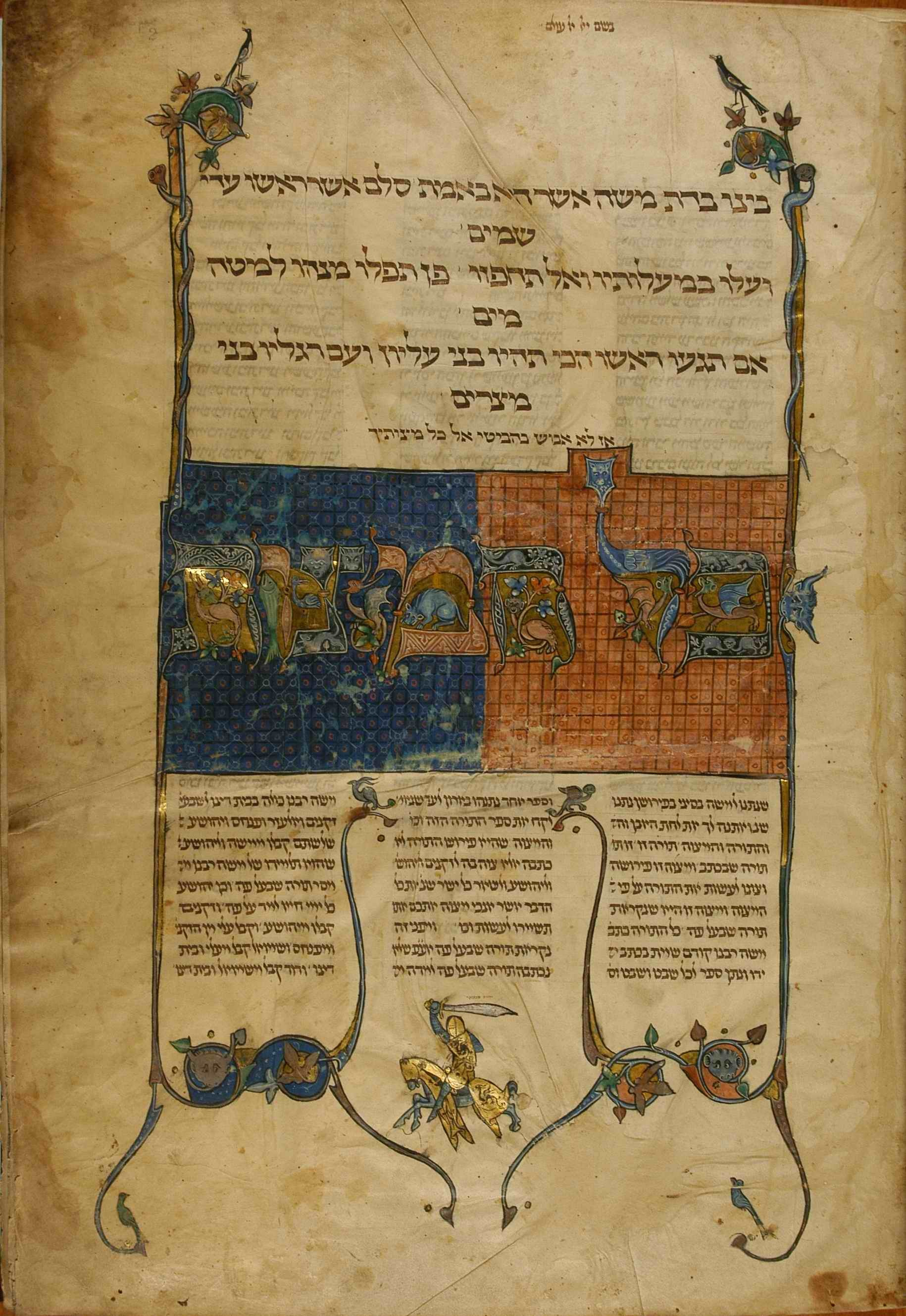
Mishné Torah enluminé de Maïmonide, 1296

En général, l'application des sanctions les plus sévères à l'enfreinte des lois juives n'est pas effective dans la mesure où le tribunal rabbinique chargé de s'adapter aux nécessités de l'époque, y met de telles conditions qu'elles deviennent des références théoriques, pour autant maintenues mais conduisant à des peines de substitution ou des réparations à hauteur du crime ou délit commis afin qu'il y ait justice dans le sens de la Torah,. Les débats du Talmud (premiers siècles de notre ère) et les travaux de Moïse Maïmonide (Séfer nashim dans le Mishné Torah au xiie siècle) vont toujours dans ce sens ; par exemple, Maïmonide indique que dans le cas d'un viol, « si la jeune fille violée ne veut pas épouser son agresseur, ou si son père ne veut pas la lui donner pour épouse, ils ont le droit de refuser le mariage ».

#### Mythologie grecque
Dans la mythologie grecque, les dieux recourent très souvent au viol notamment contre les humains mais en utilisant rarement la violence. Dans certains cas il est question de mariage par enlèvement, qui est encore actuellement pratiqué par certaines cultures traditionnelles. Par exemple, l'enlèvement de Perséphone par Hadès ; de Daphné par Apollon ; de Cassandre par Ajax ; d'Andromaque par Hector ; de Polyxène par Achille ; pour ne pas mentionner la liste de femmes et de nymphes violées par la force ou la tromperie par Zeus.
Dans la Grèce antique, l'adultère de la femme est puni mais l'homme peut légalement entretenir des concubines.

#### Rome antique
Dans la société romaine primitive, le pater familias dispose du droit de vie et de mort sur les personnes et notamment les femmes placées sous son autorité et qui légalement lui appartiennent. Le développement du droit romain donnera aux femmes un statut et une liberté exceptionnels tout en les laissant sous l'autorité du père, du mari ou d'un autre homme.

### Moyen Âge
Le début du christianisme est marqué par la promotion de la chasteté et le respect des vierges. L'Église s'attache d'abord à condamner le rapt des veuves et des vierges consacrées (conciles de Chalcédoine et de Lérida au VIe siècle) puis en précise l'interdiction pour toutes les femmes : un pénitentiel du XIe siècle condamne les ravisseurs de femmes mariées à l'anathème, ceux de jeunes filles ou de veuves à l'excommunication.
Si le viol est un pseudo-viol arrangé par l'homme et la femme dans le but d'obtenir le consentement des parents, il bénéficie d'une certaine indulgence (voir : élopement).
Durant le haut Moyen Âge, le viol n'est pas encore un crime à part entière. Il est le plus souvent présent dans les codes dits « barbares » en tant que circonstance aggravante du raptus, le fait d'enlever une femme contre le consentement de ses parents, la plupart du temps pour donner lieu à un mariage forcé. C'est, par exemple, le cas dans le code burgonde, dit loi Gombette, rédigé vers 535.
Tout au long du Moyen Âge, le crime de rapt et celui de viol restent inextricablement liés. À partir du XIIe siècle, en parallèle de la renaissance du droit romain, les coutumiers font du viol l'un des crimes qui doivent être punis de mort, mais il est toujours confondu avec l'enlèvement puisqu'il est désigné par les mots « rapt », « rat » ou « raz », bien que ce soit un viol qu'ils décrivent en ces termes. Jean Boutillier affirme que « rat si est comme d'efforcer femmes », la Très ancienne coutume de Bretagne que « Raz, si est fame efforcier », et Philippe de Beaumanoir que « L'en apele rat fame esforcier ». Cette confusion tient aussi du fait que les femmes violées au Moyen Âge étaient très souvent enlevées avant que le crime sexuel soit perpétré. Ce n'est qu'à partir du XVIe siècle que le viol est définitivement séparé du rapt en droit.
Il a été perçu durant tout le Moyen Âge comme un crime grave. Les coutumiers des XIIIe et XIVe siècles offrent déjà une définition assez similaire à celle d'aujourd'hui. Il s'agit d'un rapport sexuel, une pénétration donc, forcée, contre le consentement de la victime. Pour que l'acte puisse constituer un viol, il faut que la victime ait tenté de s'y soustraire par ses gestes ou par ses cris. Néanmoins, les coutumiers prévoient qu'un tel crime ne puisse être commis que de la part d'un homme sur une femme. La jurisprudence révèle, en outre, que la pénétration digitale contre le consentement d'une femme ne pouvait pas être qualifiée de viol mais seulement de tentative de viol. Les lettres de rémission de la sous-série JJ sont consultables en ligne via HIMANIS. Dans la seconde moitié du Moyen Âge, le viol — terme qui n'apparaît qu'au cours des XVIe et XVIIe siècles — est couramment désigné par le mot « efforcement ». Le verbe « efforcer » est utilisé jusqu'à la fin du XVe siècle même si le verbe « violer » est déjà employé à la fin du Moyen Âge.
Malgré les fortes peines prévues, il est rare qu'un homme soit pendu pour viol et ce sont souvent des peines plus légères qui sont prononcées : une forte amende, la mutilation d'un membre ou parfois le bannissement. La large impunité des violences sexuelles n'est pas sans rapport avec des mentalités misogynes qui entretenaient l'idée selon laquelle les femmes aimeraient être violées mais elle est surtout la conséquence d'une grande difficulté des victimes à prouver leur agression. L'examen gynécologique est pratiqué depuis le XIIIe siècle dans le cadre de poursuites pour viol mais il doit être réalisé très rapidement pour être considéré comme fiable et n'a d'utilité que si la victime était vierge, la déchirure de l'hymen constituant la preuve. Les témoins oculaires étaient rares et les accusés refusaient presque systématiquement d'avouer, affirmaient qu'ils avaient en effet entretenu une relation charnelle avec la victime mais plaidaient son consentement.
La torture pouvait parfois venir s'ajouter aux moyens d'enquête pour faire parler le violeur mais il y a fort à parier qu'elle n'ait pas été appliquée à la grande majorité des hommes accusés de viol. Beaucoup de victimes voyaient donc leur action en justice échouer et elles préféraient souvent abandonner leurs poursuites et monnayer une petite compensation pécuniaire à l'amiable, en guise de réparation, avec la parenté de l'agresseur. Le mariage réparateur, entre le violeur et sa victime, a aussi été pratiqué dans la France du Moyen Âge, lorsqu'il était possible, c'est-à-dire que l'agresseur et sa victime étaient tous deux célibataires. Cette pratique ne doit pas surprendre puisque le principal préjudice causé par le viol était la diffamation, la perte de l'honneur, qui empêchait une victime jusqu'alors vierge de pouvoir trouver un bon parti. Les parents préféreraient donc parfois la marier avec son propre violeur, ce qui était considéré comme une juste réparation du crime.
Il est difficile de connaître précisément le profil sociologique de la victime et de son agresseur au regard des rares documents conservés. Il est néanmoins possible d'étudier statistiquement ces sources à partir de la fin du Moyen Âge grâce aux lettres de rémission accordées par le roi de France, étude qui a été menée par Claude Gauvard. Il en ressort que les violeurs sont quasiment toujours des hommes jeunes, la plupart ayant entre vingt et trente ans,. Les célibataires sont nombreux, surtout concernant les viols collectifs, alors que les viols individuels sont davantage le fait d'hommes mariés. Les clercs sont aussi couramment auteurs de viol, il s'agit de curés de paroisses s'en prenant à leurs propres fidèles ou d'étudiants de l'Université, qui sont renommés pour leur turbulence et leur violence physique comme sexuelle. On retrouve des violeurs faisant partie de la paysannerie, voire des serfs, des gens de métiers, des chevaliers, des nobles, des magistrats, des hommes de guerre ou encore des sergents. Tout laisse penser que le viol n'était pas l'apanage d'une catégorie sociale particulière, ou qu'il était majoritairement commis par des immigrants et marginaux, mais bien par des hommes intégrés socialement.

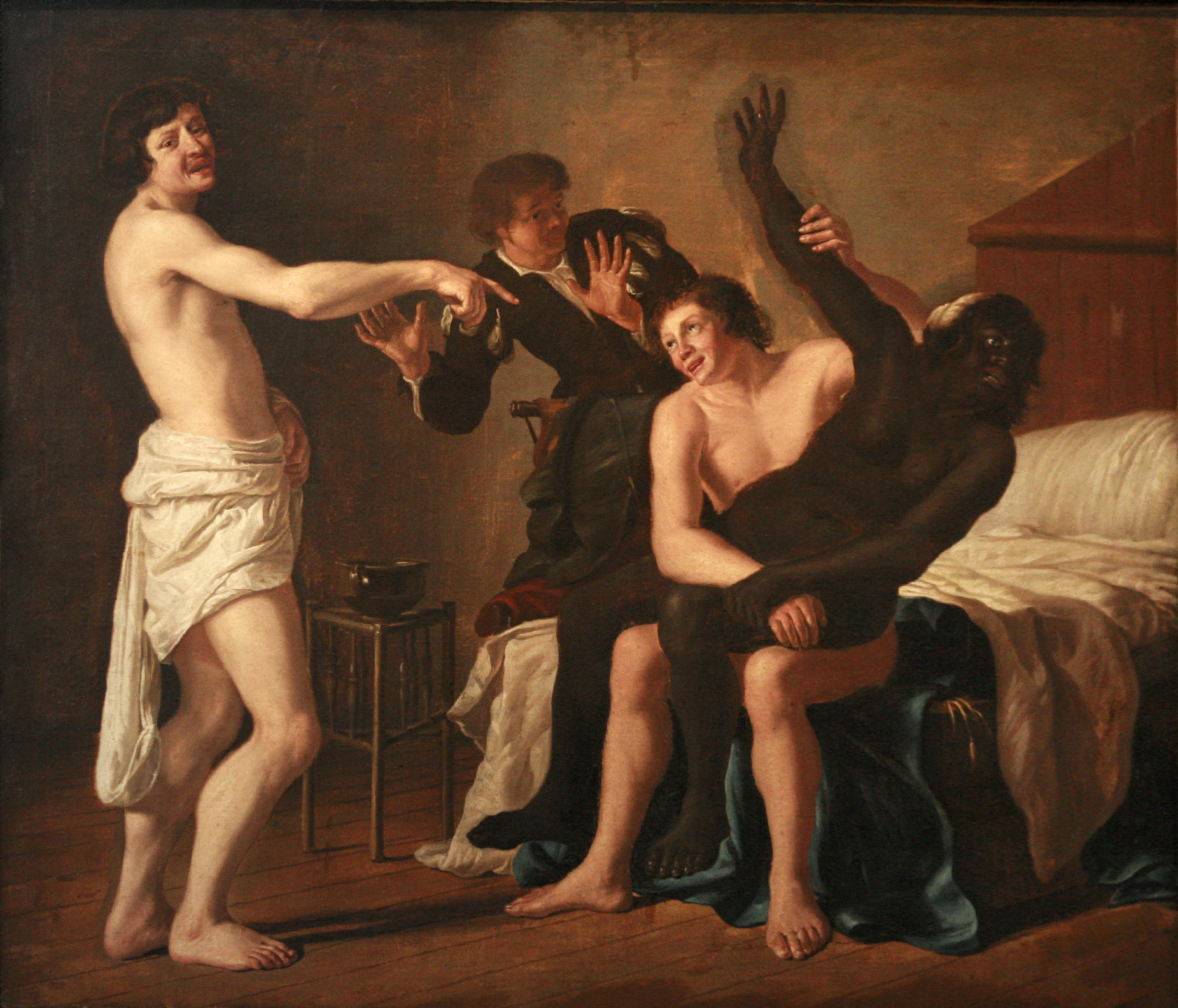
Viol d'une femme noire dans un tableau de Christiaen van Couwenbergh (1632).

Le viol était diffus dans toutes les classes sociales et même les femmes nobles n'en étaient pas à l'abri. Au début du XIVe siècle, Béatrice de Planisolles, la célèbre châtelaine de Montaillou, seule noble du village, affirme avoir subi une tentative de viol puis avoir été victime d'un viol consommé, malgré son statut social. Le duel judiciaire qui s'est déroulé en 1386 entre le chevalier Jean de Carrouges et l'écuyer Jacques Le Gris avait pour objet le viol de l'épouse du premier, une dame de la petite noblesse normande qui n'était probablement pas plus en sécurité dans son château que ne l'est la paysanne dans sa chaumière. Les victimes sont, dans l'immense majorité des cas, des jeunes femmes entre quinze et trente ans. Les jeunes enfants apparaissent plus rarement dans les sources, même si les viols sur les filles âgées dix à quinze ans n'étaient pas rares. Les femmes sont souvent ciblées par les agresseurs pour leur mauvaise réputation et parce qu'elles sont isolées — célibataires, veuves ou femmes abandonnées par leurs maris —, ce qui leur permet d'avoir moins de chance d'être poursuivis en justice et, si c'était le cas, d'écoper d'une peine plus légère ou bien d'obtenir une lettre de rémission. Malheureusement, il est souvent impossible de connaître le lien qui les unissait à leur victime face au mutisme des sources à ce sujet.
Les scènes de viols présentées par les lettres de rémission et les plaintes des victimes dijonnaises témoignent d'une violence inouïe. Il était courant que la victime soit enlevée par ses agresseurs, menacée de mort pour qu'elle ne crie pas, insultée, parfois ligotée et bâillonnée. Les viols collectifs semblaient être monnaie courante, même s'il n'y a pas de consensus chez les médiévistes à ce sujet. À Dijon au XVe siècle, 80 % des viols dénoncés à la justice étaient collectifs et deux tiers des lettres de rémission accordées par le roi de France pour des viols concernaient des viols collectifs. Jacques Rossiaud y voit une forme de contestation des jeunes hommes, célibataires, qui rencontraient de grandes difficultés pour trouver une épouse face aux hommes plus âgés qui prenaient des jeunes femmes en deuxième ou troisième noces, ainsi qu'une façon d'acquérir, très cyniquement, une forme de virilité. À l'inverse, Jacques Chiffoleau note que les cas sont beaucoup plus rares à Avignon, Flocel Sabaté-Curull en Catalogne, Andrée Courtemanche à Fréjus et Rinaldo Comba à Manosque font le même constat. Toutefois, il est rarissime que la victime soit tuée après le viol ou que ses agresseurs cherchent à la blesser grièvement. Le but est surtout de l'humilier. Elle était, la plupart du temps, violée à son domicile ou dans les champs, alors qu'elle gardait un troupeau. Rares sont les viols perpétrés sur les chemins et la rue n'en est presque jamais témoin. Au Moyen Âge, le viol est donc déjà un crime qui se pratique très largement dans des lieux clos, ou bien loin des habitations, dans un lieu où la victime se trouve isolée, à l'abri des regards.

#### Droit de cuissage
Concernant le droit de cuissage ou « droit du seigneur », qui voudrait que le seigneur d'un territoire puisse dépuceler une jeune fille lors de la première nuit de ses noces, aucune coutume n'en fait écho et les quelques documents d'époque qui affirment l'existence d'un tel droit ne témoignent pas d'une pratique réelle mais seulement de revendications farfelues comme on en connaît d'autres exemples. Le droit de cuissage en tant que droit légal et accepté n'a jamais existé au cours du Moyen Âge. Cela ne signifie pas que des seigneurs et d'autres hommes nobles ou faisant partie des notables n'aient pas profité de leur position sociale pour violer des femmes en toute impunité, tout comme c'est le cas aujourd'hui. On en a même la preuve grâce à de rares documents : en août 1335, Guillaume Maingot obtient la rémission de trois viols commis sur des femmes de sa seigneurie contre une amende colossale de 4 000 livres ; en juin 1386, l'écuyer Hardouin de la Porte obtient la rémission d'un viol qu'il a commis sur une paysanne, considérant qu'il est « noble et bien enlignagiez » ; en février 1412, Regnault Sequart le Jeune, bachelier en loi à l'université d'Orléans qui se trouve compromis dans plusieurs affaires de viols, peut compter sur les relations de sa mère, veuve d'un conseiller du Parlement de Paris, pour obtenir une lettre de rémission. Les quelques violeurs condamnés à mort dans les faits étaient d'ailleurs rarement des nobles mais le plus souvent des vagabonds, des pauvres hères ou des laboureurs.

### Viols de guerre
Le viol en temps de guerre est un moyen d'humilier le vaincu ou de provoquer un adversaire lorsque le conflit est latent. Dans l'histoire de l'Antiquité, Augustin d'Hippone (cf. La Cité de Dieu) note que le viol est une pratique habituelle lors des pillages de villes, au même titre que le massacre des hommes. Selon lui, on ne trouve guère plus d'un ou deux contre-exemples, et encore seraient-ils douteux. Un exemple notable inclut le cas d'Alexandre le Grand dont le comportement semble avoir parfois témoigné d'une volonté de protéger certaines femmes de la violence masculine.

#### Époque moderne
Loin des clichés de la guerre en dentelles, les viols sont courants dans les guerres du XVIIe siècle, siècle de fer en Europe. La guerre de Trente Ans expose bien des communautés paysannes aux violences des troupes, notamment mercenaires, qui ravagent l'Europe centrale : plusieurs eaux-fortes des Petites Misères de la guerre et des Grandes Misères de la guerre, séries d'estampes de Jacques Callot montrant les méfaits d'une bande de soldats à travers la Lorraine en guerre, donnent à voir le sort particulier des femmes. Ces violences ne s'arrêtent toutefois pas là, restant courantes pendant la guerre de Hollande ou la guerre de Succession d'Espagne. Plus particulièrement, les brutalités des gens de guerre logés chez les huguenots pour les convertir de force au catholicisme pendant les dragonnades incluent des viols qui, en dépit des interdits, ne valent guère d'ennuis à leurs auteurs.

#### Guerres napoléoniennes
À l'image de son modèle Alexandre le Grand, Napoléon Bonaparte semble avoir tâché de discipliner ses troupes en ce qui concerne les exactions envers les civils. Ainsi, au moment de débarquer pour la campagne d’Égypte, il les exhorte en ces termes : 

« Les peuples chez lesquels nous allons, traitent les femmes différemment que nous ; mais dans tous les pays celui qui viole est un monstre. Le pillage n’enrichit qu’un petit nombre d’hommes ; il nous déshonore, il détruit nos ressources ; il nous rend ennemis des peuples qu’il est de notre intérêt d’avoir pour amis. »

#### Seconde Guerre mondiale

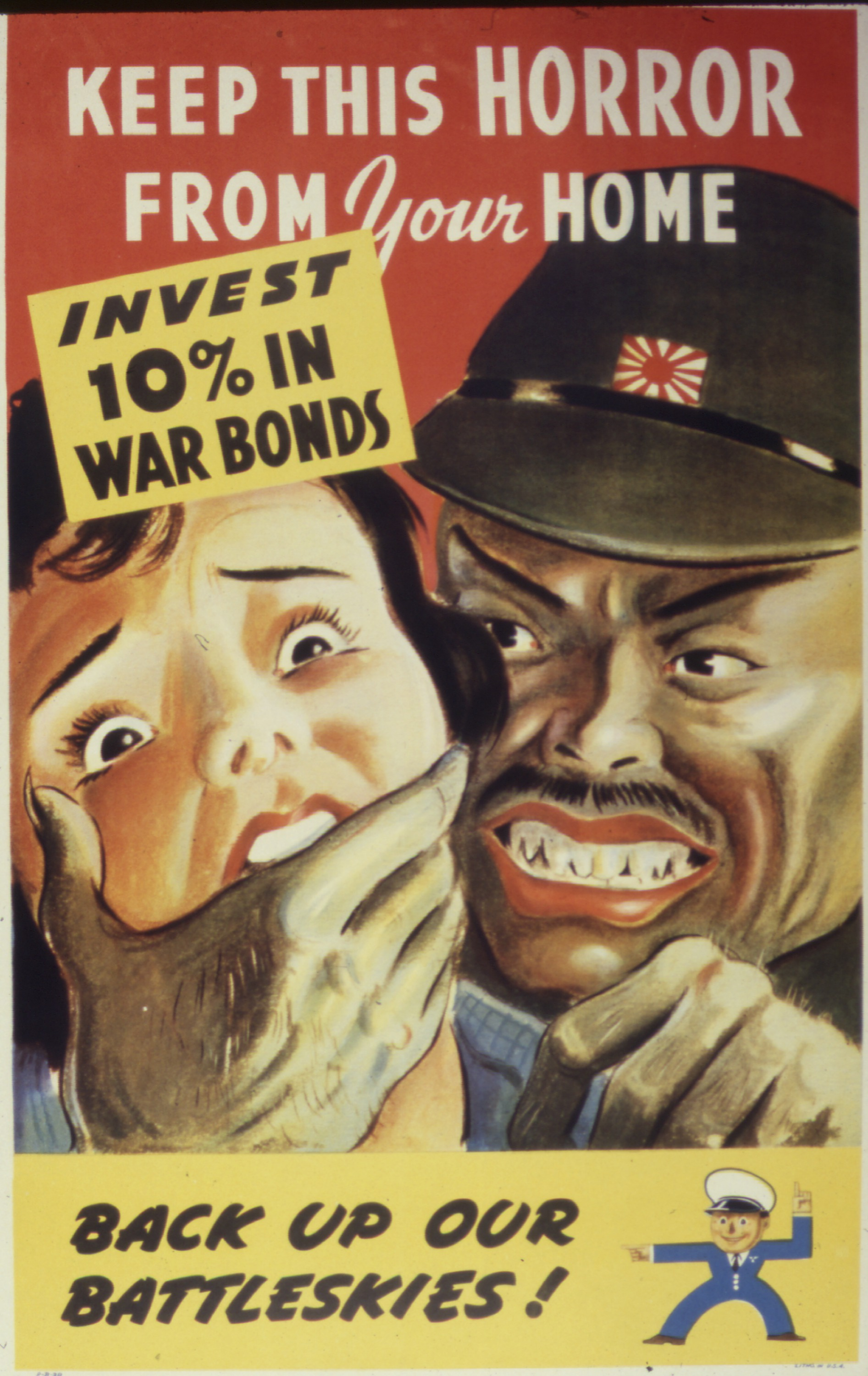
Épargnez cette horreur à votre foyer : poster de propagande américain de la Seconde Guerre mondiale dénonçant les violences sexuelles commises par l'armée impériale japonaise. Pour éviter cela, le message est qu'il faut financer les forces aériennes en acquérant des obligations de guerre.

Lors de la Seconde Guerre mondiale, des militaires de toutes nations se livrèrent au viol. Le cas de l'armée impériale japonaise utilisant de 20 000  à   200 000 femmes de réconfort enlevées est un cas extrême dans lequel le commandement lui-même a organisé le viol, alors que dans l'immense majorité des armées, il est totalement interdit par le règlement. Pendant la chute du IIIe Reich en 1945, le nombre de femmes allemandes violées par l'armée soviétique a été estimé à 2 millions,. À Vienne en 1945, les cliniques enregistrèrent 87 000 cas de viols et 110 000 cas à Berlin,.
L'historienne allemande Miriam Gebhardt documente de nombreux viols de femmes, jeunes filles, mais aussi hommes et garçons allemands perpétrés par des troupes américaines, britanniques et françaises. Son estimation numérique est basée sur la supposition que 5 % des accouchements de femmes non mariées dans les différents secteurs d'occupation furent issus de viols par militaires, et 100 viols eurent lieu pour chaque naissance enregistrée. Ces chiffres, plausibles si ce n'est définitifs, portent la responsabilité longtemps refoulée des alliés à 860 000 cas, soit près d'un tiers du total des viols perpétrés.
Lors du débarquement des soldats alliés en Europe, de nombreuses plaintes ont été portées sans grands résultats contre les soldats américains par des femmes françaises. L'historien américain J. Robert Lilly dans son ouvrage La Face cachée des GI’s rapporte que plus de 17 000 viols ont été commis par les GIs au Royaume-Uni, en France (estimation entre 2 500  et   3 500 cas de viols en France ayant entraîné 150 condamnations) et en Allemagne. Il y a eu, selon Susan Brownmiller, 971 condamnations pour viol par les cours martiales américaines entre janvier 1942 et juin 1947 dont 57 exécutions capitales. 78 % des GI’s responsables de viols faisaient partie d'unités de soutiens logistiques : stationnant plus longtemps que les autres soldats, bien payés et pouvant s'offrir de l'alcool auprès des populations locales, les viols par ces soldats sont souvent organisés entre copains en état d'ivresse. Le coupable tout désigné est le soldat noir. La majorité des violeurs traduits en justice et condamnés à mort pour viol à la Libération sont en effet des Afro-Américains alors qu'ils ne représentent que 10 % des troupes sur le théâtre européen. L'US Army qui débarque en France est une armée raciste et ségrégationniste qui n'hésite pas à désigner ce bouc émissaire pour ne pas endommager durablement les relations franco-américaines. Les victimes françaises qui donnent des témoignages très biaisés racialement contribuent également à forger ce « crime noir ».

#### Guerre d'Algérie
Pendant la guerre d'Algérie, l'armée française aurait, selon l'historienne Raphaëlle Branche, régulièrement utilisé le viol comme arme de guerre.

#### Guerre de libération du Bangladesh
Durant la guerre de libération du Bangladesh en 1971, les militaires pakistanais ont commis environ 20 000 viols.

#### Chypre
À Chypre, durant la période d'Énosis (annexion à la Grèce) déclenchée par le régime des colonels grecs, les milices chypriotes grecques se livrèrent jusqu'à l'intervention de l'armée turque à de nombreux viols, non dénoncés par les Turcs désireux de cacher cette humiliation[réf. nécessaire].

#### Congo
Au Congo-Brazzaville, des milliers de femmes qui fuyaient la capitale ont été violées dans la région du Pool, qui entoure celle-ci, durant les guerres de 1998-2000 ; en République démocratique du Congo, le docteur Denis Mukwege indique avoir soigné dans sa seule clinique plus de 40 000 femmes victimes du viol, utilisé comme arme de guerre en toute impunité, et plus de 500 000 victimes ont été recensées depuis 1996,,.

#### Irak
En Irak, selon Amnesty International, au moins 10 000 femmes, jeunes filles et fillettes, rien qu'à Abou Ghraib, auraient été violées pendant la guerre, depuis avril 2003[source insuffisante].

#### Algérie
En Algérie, pendant les années noires (1992-1999), selon les sources officielles[Lequel ?], plus de 10 000 femmes ont été violées et 40 % d'entre elles auraient donné naissance à un ou plusieurs enfants, à la suite de ces viols. Des milliers d'autres ont tu leur viol subi pour ne pas paraître « souillées » aux yeux de la société algérienne.

#### Viol en tant qu'arme de génocide
Le viol en tant qu'arme de génocide désigne les viols massifs et les viols collectifs perpétrés par un groupe contre ses adversaires au cours d'une campagne de génocide. Ces crimes, en tant que partie intégrante du processus génocidaire, ont participé à définir le viol comme une arme de génocide. Même si les viols de guerre sont récurrents dans l'histoire des conflits humains, ils sont souvent considérés comme un « dommage collatéral » au lieu d'être traités comme partie intégrante de la politique militaire.
Les viols en tant qu'arme d'un génocide se sont produits au cours du massacre de Nankin, de la Shoah, de la guerre de libération du Bangladesh, des guerres de Yougoslavie, du génocide des Tutsi au Rwanda, des conflits en République démocratique du Congo, du génocide des Yézidis, de la guerre civile sud-soudanaise, du génocide des Rohingya et du génocide des Ouïghours,. Certains auteurs classent dans les viols en tant que génocide les agressions sexuelles commises contre les femmes lors de la partition des Indes.

#### Conséquences
Le viol de guerre, qu'il soit opportuniste ou prémédité, est un instrument d'épuration ethnique, les nombreuses naissances qui s'ensuivent brisant la cohésion ethnique du groupe victime. Ainsi lors de la guerre de Bosnie-Herzégovine et de Croatie ou encore au Darfour où les chefs de village disent des enfants nés de viols par les Janjawid qu'ils pourront rester dans leurs villages « s'ils se conduisent bien ».
Ces viols systématiques contribuent très fortement à la propagation du sida et d'autres MST. Enfin, pour affaiblir leurs victimes, les tortionnaires violent souvent leurs victimes. Les traumatismes physiques et psychologiques « facilitent l’interrogatoire ».
En 2001, le Tribunal pénal international pour l'ex-Yougoslavie qualifie et condamne pour la première fois le viol comme crime contre l'humanité,.

#### Pétition de cinq millions de femmes contre le viol de guerre
Une pétition contre le viol de guerre signée par cinq millions de femmes des États-Unis a été remise le 15 avril 1919 à Georges Clemenceau président de la Conférence de la paix de Paris (1919).
Cette pétition demandait notamment que les victimes de viols de guerre ne soient plus considérées comme des personnes « déshonorées », mais comme des « blessées de guerre ».
Cette démarche de masse contre le viol est la plus importante jamais vue jusque là par le nombre des protestataires impliqués. Elle n'a pas connu de suites effectives.

### Viol des esclaves

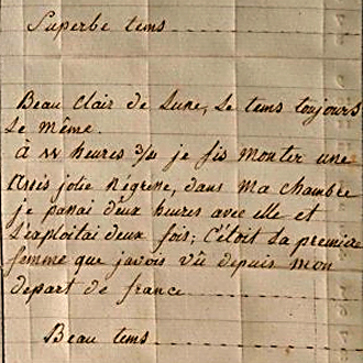
Viol d'une esclave penant la traite négrière : extrait du journal de bord du navire négrier bordelais Le Patriote, par le capitaine P.-A. Brizard, expédition de 1788, au profit de l'armateur bordelais Journu Frères.

La pratique du viol des esclaves n'a jamais été punie, excepté quand la victime esclave était la propriété d'autrui,[source insuffisante],.

### Lutte contre le viol
Des mesures existent pour combattre les violences sexuelles.
En 1950, des intellectuels de France dénoncent les innombrables viols commis par l'armée française pendant la guerre d'Algérie. Parmi les nombreuses victimes, seulement quelques-unes ont eu le courage de dénoncer ce crime devant une cour ; notamment Djamila Boupacha, une combattante du FLN torturée par le contingent de parachutistes sous les ordres du général Massu. Son avocate Gisèle Halimi et l'auteur féministe Simone de Beauvoir créent le comité à son nom pour plaider sa cause devant la Cour. Gisèle Halimi défend d'autres victimes de viol, notamment l'affaire Bobigny. Plus tard, les féministes américaines dénoncent à partir du début des années 1970 les violences sexuelles[réf. nécessaire]. Leurs études ont un large écho dans les pays anglo-saxons, puis en France, où le Collectif féministe contre le viol se constitue en 1985. Ce sont les luttes féministes qui ont contribué à faire évoluer les lois[réf. nécessaire].

### En prison
Aux États-Unis, entre 22 et 25 % des hommes en prison seraient victimes de viols. Les détenus condamnés pour des crimes sexuels (les « pointeurs ») ne sont pas nécessairement les plus exposés, car ils sont souvent isolés des autres détenus. D'autre part, les violences auxquelles ils sont exposés ne sont pas, le plus souvent, de nature sexuelle. Selon une étude américaine de 2006, seuls 3 % des détenus condamnés pour viol subiraient des violences, contre 22 % des détenus de droit commun.

### Industrie du sexe
Les personnes, en particulier de sexe féminin, qui travaillent dans l'industrie du sexe, comme les personnes prostituées ou les acteurs et actrices pornographiques, peuvent être victimes de viols.
Le viol des prostituées, en particulier celles qui travaillent dans la rue, est fréquent. Plusieurs études ont montré que la majorité des prostituées aux États-Unis ont été violées dans le cadre de leur activité professionnelle[réf. incomplète].

### À l’armée
Aux États-Unis, en 2012, 26 000 militaires (hommes et femmes confondus) ont fait part avoir été victimes d'un contact sexuel non sollicité (pouvant aller de l'attouchement sexuel au viol, soit 70 actes par jour) ; ce chiffre est d'un tiers plus élevé qu'en 2010, en notant que tous les abus ne sont pas rapportés. 
La moitié des femmes militaires sont victimes de harcèlement sexuel et un quart de viol selon une étude du département des Anciens combattants ; 50 % des vétérans victimes de traumatisme sexuel sont des hommes. Pour certains, ces chiffres pourraient être réduits en promouvant des femmes à des postes importants (elles représentent 14,5 % des effectifs et 14,2 % des officiers) et en ne laissant pas à la justice militaire ces crimes sexuels, souvent minimisés voire impunis. 
Le département des Anciens combattants désigne ces contacts par le terme de Military sexual trauma (en) (qui peut être traduit par Traumatisme sexuel militaire en français).

### Analyse féministe du phénomène

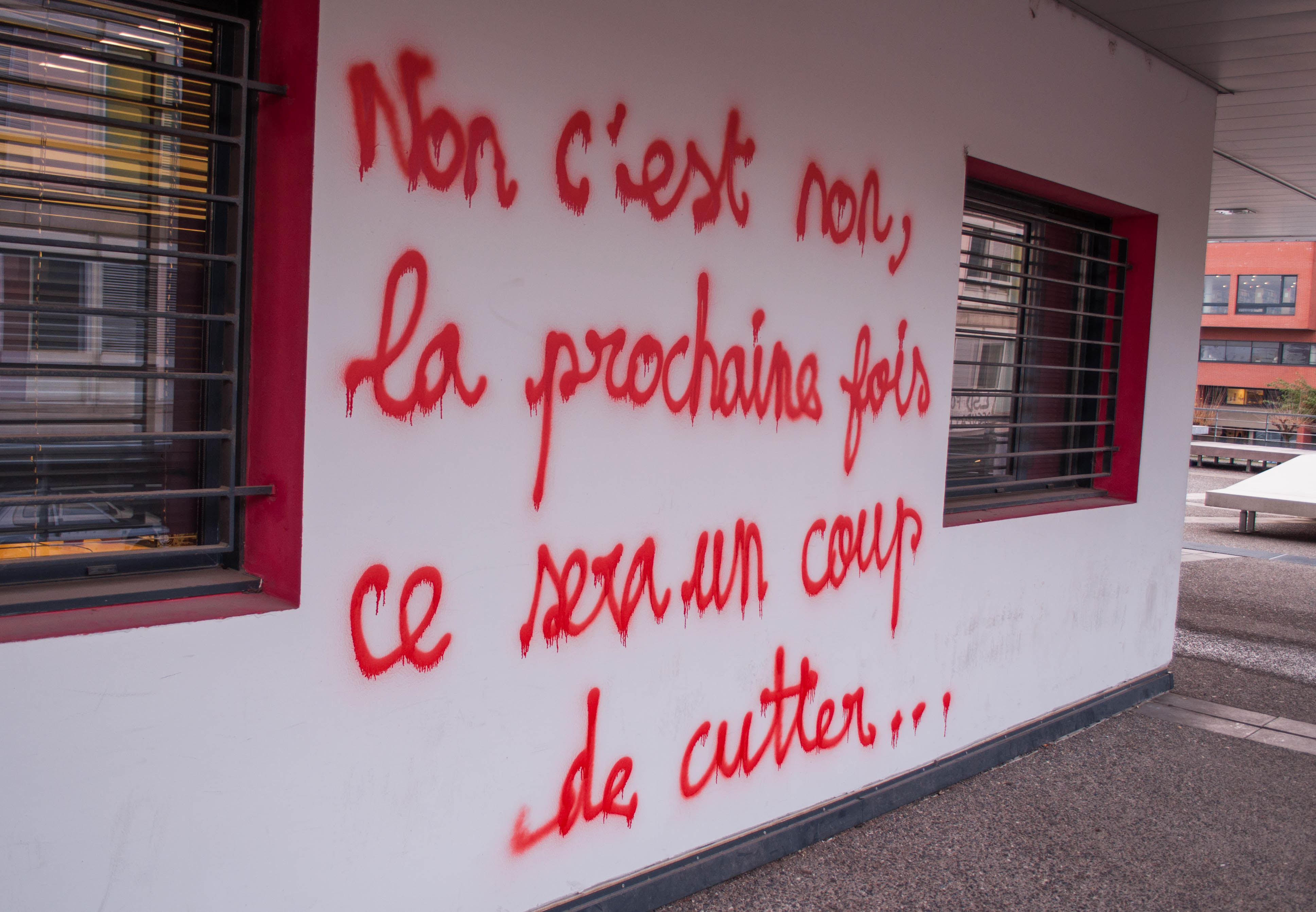
« Non c'est non », Toulouse, 2014, inscription peinte sur un mur.

Le viol occupe une place importante dans l'analyse féministe, pour laquelle il est une violence patriarcale à l'égard des femmes. En France, d’après les statistiques du CFCV, entre 2003 et 2005, plus de 90 % des victimes de viols étaient des femmes et environ 96 % des agresseurs, des hommes.
Selon des auteurs féministes, le viol n'est pas qu'une violence exercée contre les femmes : c'est aussi un puissant moyen pour maintenir les femmes dans une position subordonnée. Ainsi, Susan Brownmiller considère que le viol « n’est rien de moins qu’un processus d’intimidation, conscient ou inconscient, par lequel tous les hommes maintiennent toutes les femmes dans la peur ». Il a été montré dans une étude de 1981 que la peur du viol, – particulièrement présente chez les femmes pauvres, âgées, ou appartenant à des minorités ethniques – est corrélée à des comportements d’auto-restriction (notamment celui d’éviter de sortir seule),. Par ailleurs, une femme agressée ou violée après avoir osé sortir seule, entendra des reproches du type « Une femme ne doit pas sortir seule la nuit ». En effet, les mythes sur le viol, ces croyances généralement fausses, mais répandues et persistantes, qui permettent de nier et de justifier l’agression sexuelle masculine contre les femmes, sont extrêmement répandues puisque des études ont pu montrer qu'entre 25 % et 66 % des gens adhèrent à la majorité de ces mythes,. Ainsi, pour les féministes, le viol servirait de punition pour celles qui aurait bravé l’interdit, celui d’utiliser librement l’espace public.
Le viol figure en bonne place parmi les féminicides.
D'après la féministe Andrea Dworkin, le viol fait partie des quatre crimes qui balisent la condition des femmes, avec la violence conjugale, l'exploitation économique et l’exploitation reproductive.

## En droit

### Dans le monde

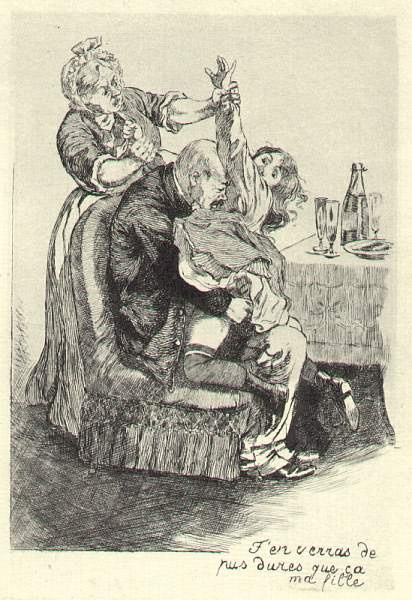
« T'en verras de plus dures que ça ma fille », La Grande Danse macabre des vifs, Martin Van Maele, 1905

La définition du viol varie d'un pays à l'autre et la définition a également changé plusieurs fois dans l'histoire. Dans de nombreux pays, le statut juridique du viol et le traitement que la justice réserve aux victimes a évolué notamment grâce aux féminismes[réf. nécessaire]. Le viol échappe dans certains pays à tout contrôle et toute sanction. Même dans les pays qui le sanctionnent, la loi ne s'appliquerait généralement pas de manière exhaustive (UNIFEM, Nations unies, 2003).
Le viol est, dans la plupart des juridictions, un crime défini comme relation sexuelle ou pénétration sans consentement valide des deux parties. Dans certaines juridictions, le viol est défini par une pénétration de l'anus ou du vagin par un pénis[réf. nécessaire], tandis que dans d'autres juridictions, la pénétration que ce soit du vagin ou de l'anus n'ont pas besoin d'un pénis : un doigt, un objet ou un godemichet suffisent[réf. nécessaire]. Certaines juridictions étendent la définition du viol pour inclure d'autres activités sexuelles sans consentement valide, incluant la fellation (caractérisée comme viol en France depuis 2021), le cunnilingus et la masturbation[réf. nécessaire].

#### Consentement
L'absence de consentement valide ne signifie pas nécessairement que la victime a explicitement refusé de donner son consentement ; généralement[réf. souhaitée] le consentement est considéré invalide :
- quand il a été obtenu par la force physique, menace ou pression
- quand il a été donné par une personne dont l'âge était en dessous de la maturité sexuelle

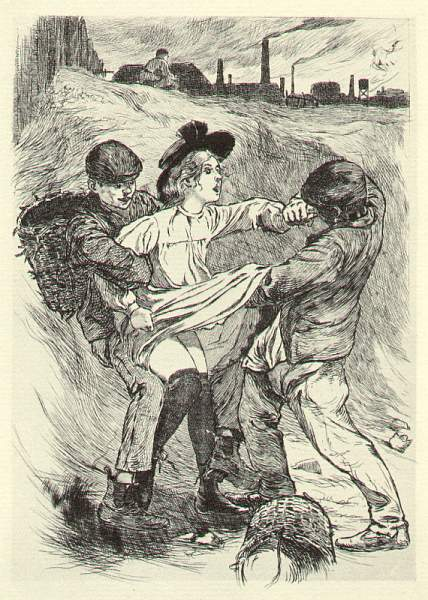
Dessin de Martin van Maele (1905)

- quand il a été donné par une personne intoxiquée par des drogues ou de l'alcool
- quand il a été donné par une personne mentalement déficiente[réf. souhaitée].

#### Viol et majorité sexuelle
La plupart des juridictions considèrent qu'un enfant en dessous de l'âge de la majorité sexuelle, ne peut valablement consentir à un rapport sexuel. Quand l'acte sexuel implique une personne dont l'âge est en dessous de la majorité sexuelle et que son consentement est requis, le crime est nommé « viol » même si certaines juridictions utilisent l'expression « acte sexuel non autorisé par la loi ». L'âge de cette majorité sexuelle varie selon les pays : c'est ainsi qu'en France, la législation interdit les rapports sexuels entre un mineur de quinze ans et un majeur civil, mais ne qualifie pas de viol une relation sexuelle avec une mineure de 11 ans - le consentement ne faisant pas partie de sa définition du viol[pas clair]. Dans la plupart des pays européens, la majorité sexuelle est acquise entre quatorze et seize ans ; dans d'autres États, elle l'est à dix-huit ans. (voir Majorité sexuelle sur le continent européen).

#### Viol conjugal

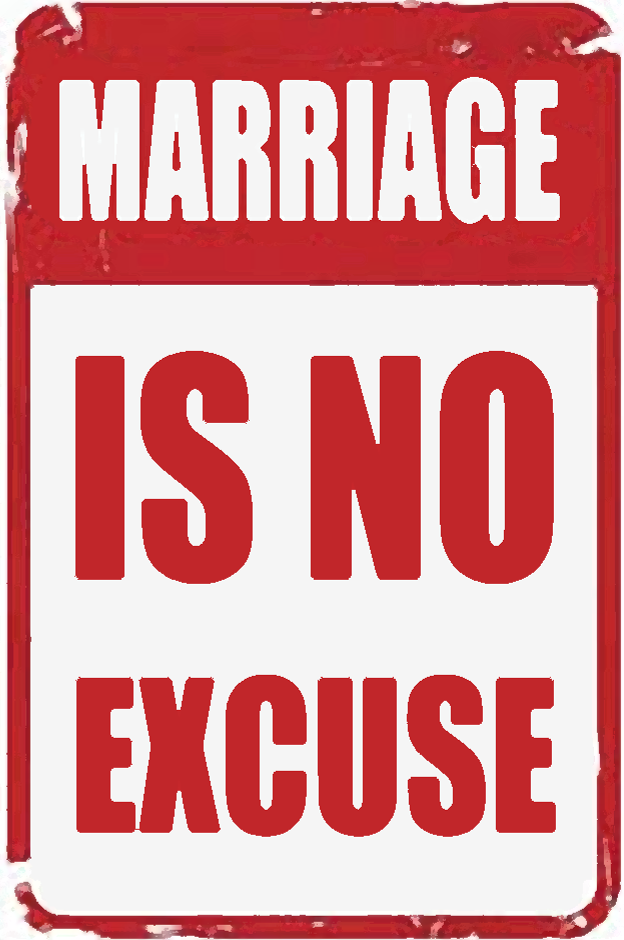
Affiche contre le viol conjugal : « Le mariage n'est pas une excuse », 2016

Certains États ne considèrent pas que le viol puisse exister entre époux. Alors que certaines civilisations ou religions considèrent que la femme doit être soumise sexuellement à son époux, la législation ou la jurisprudence de certains pays admettent l'accusation de viol d'une femme par son mari, parfois de l'inverse. L'étude de 2006 du secrétaire général de l'ONU sur la violence à l’égard des femmes dit (page 118) : « Le viol conjugal peut faire l’objet de poursuites dans au moins 104 États. Trente-deux d’entre eux ont fait du viol [conjugal] une infraction pénale spécifique tandis que les 74 autres n’exonèrent pas le viol conjugal des dispositions générales concernant le viol. Le viol conjugal n’est pas une infraction passible de poursuites judiciaires dans au moins 53 États. Quatre États ont érigé le viol conjugal en infraction seulement lorsque les conjoints sont séparés de corps. Quatre États envisagent d’adopter une législation qui permettrait de rendre le viol conjugal passible de poursuites judiciaires »[source insuffisante]. Depuis 2006, plusieurs autres pays ont interdit le viol conjugal. En général, les pays islamiques qui appliquent le loi islamique du Charia (charî'a) n'acceptent pas le concept du viol conjugal.[réf. nécessaire]
En 2008, une résolution du Conseil de sécurité de l'ONU a défini le viol comme une « arme de guerre ».

### Législation belge
Jusqu'en 2022,  l'Art. 375 du Code pénal s'appliquait :
- Tout acte de pénétration sexuelle, de quelque nature qu'il soit et par quelque moyen que ce soit, commis sur une personne qui n'y consent pas, constitue le crime de viol.
- Il n'y a pas consentement notamment lorsque l'acte a été imposé par violence, contrainte ou ruse, ou a été rendu possible en raison d'une infirmité ou d'une déficience physique ou mentale de la victime.

En 2022 la loi belge a évolué, pour prendre en contre la notion de consentement. L'emprise psychologique est considéré comme un facteur d’absence de consentement dans les infractions à caractère sexuel, et est inscrit dans l’article 417-5 du Code pénal. Le consentement doit être explicite, donné librement, et ne peut être déduit de la simple absence de résistance de la victime. Il ne peut non plus exister en cas « d'une menace, de violences physiques ou psychologiques, d'une contrainte, d'une surprise, d'une ruse ou de tout autre comportement punissable »,.  Le cas des mineurs est abordé dans l'article 417.6 : il ne peut y avoir consentement librement donné d'un mineur de 16 ans, sauf si celui-ci a entre 14 et 16 ans et que la différence d'âge avec l'auteur est inférieure à trois ans. La position reconnue de confiance, d'autorité ou d'influence de l'auteur exclut elle aussi la possibilité d'une consentement librement consenti. 

### Législation canadienne
Au Canada, le terme « viol » est vu dans le contexte législatif comme étant désuèt et inexact, puis qu'il représente une forme d'agression sexuelle parmi d'autres : « Depuis 1983, au Canada, l’infraction d’agression sexuelle (art. 271, art. 272 et art. 273) remplace l’infraction de viol. Dans ce contexte, l’utilisation du terme « viol » est désuète et inexacte, et devrait plutôt être remplacée par « agression sexuelle impliquant une pénétration ». Toutefois, nous reconnaissons que l’usage du mot « viol » est courant pour faire référence à une agression sexuelle avec pénétration, et qu’il en demeure l’équivalent francophone du terme « rape » en langue anglaise ». Il n'est pas nécessaire qu'une « force » ait été utilisée pour contraindre la victime ; l'absence de son consentement sexuel suffit pour caractériser l'agression sexuelle.
En 1982, l'infraction de viol a donc été remplacée par trois infractions distinctes d'agression sexuelle dans le Code criminel, en fonction de leur degré de gravité. Ainsi, aux articles 271 à 273 du Code criminel, la loi pénale distingue entre agression sexuelle, agression sexuelle grave et agression sexuelle armée. L'arrêt R. c. Ewanchuk est l'arrêt de principe de la Cour suprême sur la règle de consentement sexuel en ce qui concerne l'agression sexuelle. Au Canada, la condition nécessaire est l'absence de consentement explicite de la part de la victime : « (d)ans toutes les formes d’agression sexuelle, une condition nécessaire est que la victime n’ait pas consenti aux gestes sexuels commis, qu’elle était incapable d’y consentir ou de les refuser, ou encore qu’elle n’avait pas l’âge de consentir ».

### Législation française

#### Les textes de loi

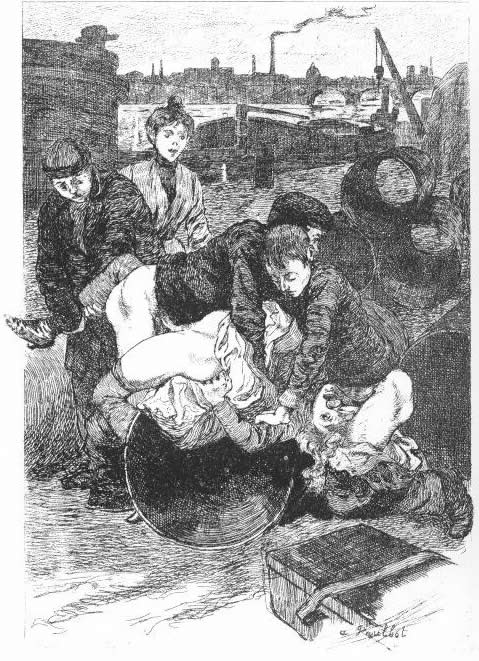
Illustration par Martin Van Maele, av. 1926

En France, le viol est réprimé depuis 1810 (ancien article 332 du code pénal). Son champ d'application a été étendu en 1980.
L’article 222-23 du code pénal dispose que : « Tout acte de pénétration sexuelle, de quelque nature qu'il soit, ou tout acte bucco-génital commis sur la personne d'autrui ou sur la personne de l'auteur par violence, contrainte, menace ou surprise est un viol. ».
Le projet de loi mené par Marlène Schiappa et adopté le 1er août 2018 a permis d'inclure dans la définition juridique du viol le cas des hommes et des garçons ayant subi des fellations forcées, ou ayant été contraints de pénétrer l'auteur du viol. L'article 222-23 du code pénal a ainsi été modifié : « Tout acte de pénétration sexuelle, de quelque nature qu'il soit, commis sur la personne d'autrui ou sur la personne de l'auteur par violence, contrainte, menace ou surprise est un viol. »,.
Toutefois,
- Dans son arrêt rendu le 9 décembre 1993 (pourvoi no 93-81044), la Cour de cassation a défini que ne constituait pas un fait de viol l'introduction d'un objet dans l'anus d'une personne dans le seul but de lui extorquer de l'argent (il s'agit d'une tentative d'extorsion de fonds accompagnée de tortures ou d'actes de barbarie)[114].
- Dans son arrêt rendu le 21 février 2007 (pourvoi no 06-89543), la Cour de cassation a défini que ne constituait pas un fait de viol l'introduction par un médecin dans la bouche de ses patientes un objet de forme phallique recouvert d'un préservatif, au motif que « la fellation implique une pénétration par l'organe sexuel masculin de l'auteur et non par un objet »[115].

Un jugement daté du 16 mai 2018, a précisé que « le défaut de consentement ne suffit pas à caractériser le viol. Encore faut-il que le mis en cause ait eu conscience d’imposer un acte sexuel par violence, menace, contrainte ou surprise ».

#### Peine encourue
Depuis la loi du 23 décembre 1980, le viol est puni de 15 ans de réclusion criminelle.
Cette peine de réclusion criminelle peut être portée à 20 ans en présence de certaines circonstances aggravantes, à 30 ans si le viol a causé le décès de la victime ou à la réclusion criminelle à perpétuité s'il a été accompagné de tortures ou d'actes de barbarie.

#### Définitions juridiques
La pénétration sexuelle s'entend ici comme l'introduction, soit vaginale, anale (sodomie) ou orale (fellation), ou pénétration sexuelle dans le corps d'autrui ou par le sexe d'autrui ou d'une chose (doigt ou objets). Tout acte à caractère sexuel commis sans pénétration est qualifié d'« agression sexuelle ».
La pénétration doit être imposée à la victime par violence, menace, contrainte - physique ou morale - ou surprise - ce qui couvre les cas où l'agresseur a profité d'une erreur de la victime. Pour caractériser le viol, l'agresseur doit avoir eu conscience que la victime n'était pas consentante à pénétrer ou à être pénétrée,.
Depuis 2010, la relation conjugale ne bénéficie plus aucunement au prévenu accusé d'avoir violé son conjoint, le statut de conjoint, de partenaire civil ou de concubin de la victime étant même une circonstance aggravante depuis 2006.

### Législation suisse

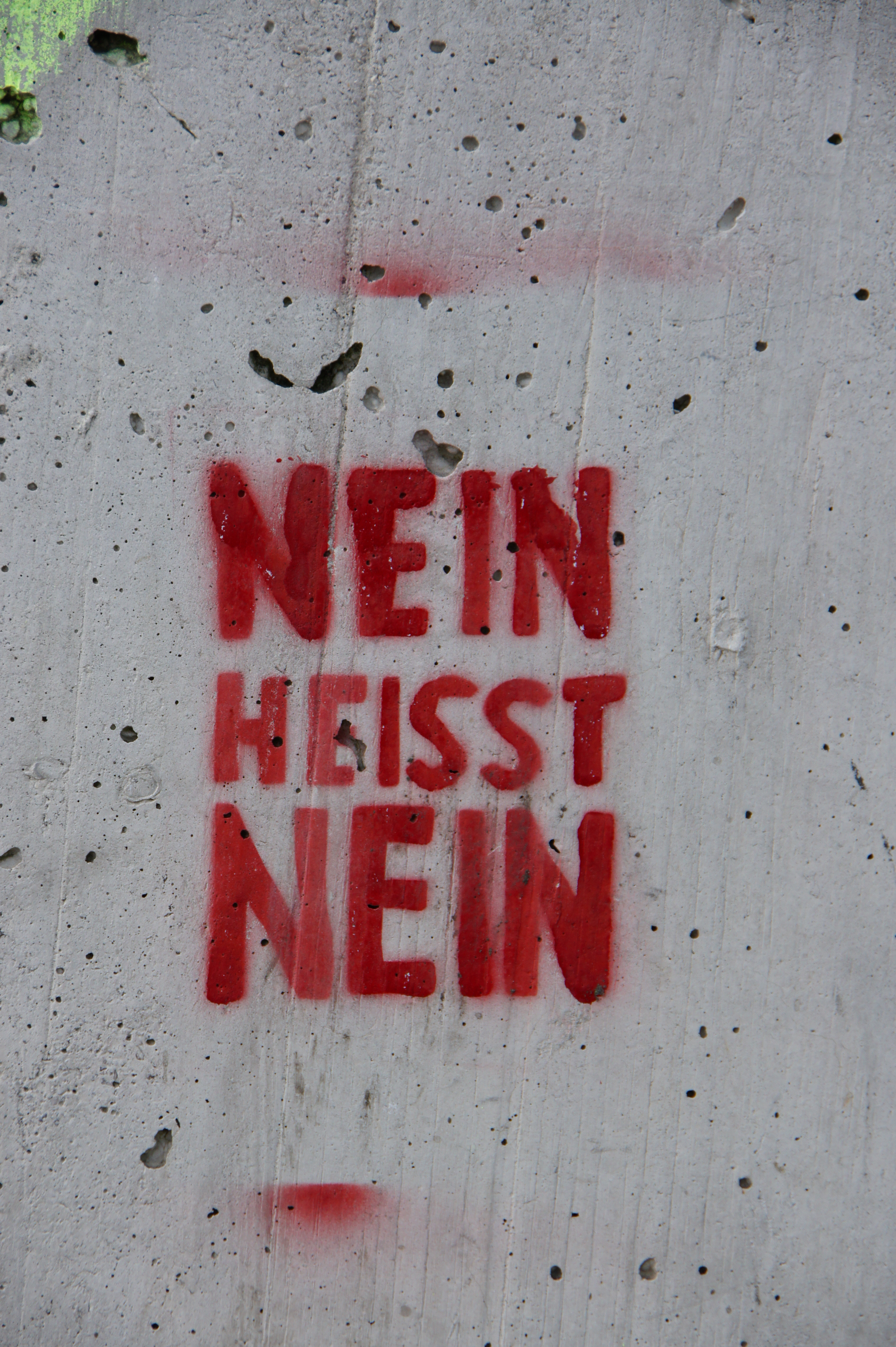
Graffiti en allemand en Suisse : « Non c'est non », 2010

Le Code pénal suisse connaît une infraction contre l'intégrité sexuelle principalement construite sur le moyen de contrainte utilisé, et peu sur le consentement de la victime : c'est la contrainte sexuelle
- Commet une contrainte sexuelle (art. 189[127]) celui qui, notamment en usant de menace ou de violence envers une personne, en exerçant sur elle des pressions d’ordre psychique ou en la mettant hors d’état de résister l’aura contrainte à subir un acte analogue à l’acte sexuel ou un autre acte d’ordre sexuel. L’acte doit être qualifié d’ordre sexuel par une personne raisonnable et équilibrée (c'est donc un terme soumis à l'appréciation du juge)[126]. Sont ainsi notamment des actes d'ordre sexuel : la sodomie[128], la fellation, la pénétration par des objets, les attouchements et même un baiser lingual donné par un adulte à un enfant[129],[126]. L'art. 189 prévoit la même peine maximale que l'art. 190.
- Commet un viol (art. 190[130]) celui qui, notamment en usant de menace ou de violence, en exerçant sur sa victime des pressions d’ordre psychique ou en la mettant hors d’état de résister, contraint une personne de sexe féminin à subir l’acte sexuel. L’acte sexuel désigne ici la pénétration du vagin, même partielle, par le pénis[131] (qu'il y ait ou non éjaculation ne joue aucun rôle[126],[132]). La peine est la privation de liberté pour 10 ans au maximum et, dans les cas graves, de trois ans au moins.

Ces deux dispositions sont aussi applicables en cas de viol sur une personne mineure. Elles entrent alors en concours avec l'article 187 : en conséquence, la peine possible est de 15 ans de privation de liberté. En l'absence de viol ou de contrainte sexuelle, l'acte sexuel sur des mineurs de moins de 16 ans est réprimé exclusivement par l'article 187.
En cas de commission en commun (viols collectifs), le juge peut alourdir la peine en application de l'article 200.
Le viol entre époux est condamnable en Suisse depuis 1992. Depuis le 1er avril 2004, le viol et la contrainte sexuelle entre époux ou partenaires enregistrés sont poursuivis d'office. Auparavant, l'infraction n'était poursuivie que sur plainte.
Les victimes d'actes de contrainte sexuelle bénéficient dans la procédure pénale de conseils, de prestations financières et d'une protection particulière, en vertu de la loi fédérale sur l'aide aux victimes d'infractions (LAVI).

## Violence contre les victimes de viol
Dans de nombreuses cultures, après un viol, les victimes risquent de graves violences commises par leurs familles, ou par la communauté, y compris les crimes d'honneur. Dans de nombreuses régions du monde, les femmes qui ont été violées sont considérées comme ayant apporté le « déshonneur » ou la « honte » sur leur famille[source insuffisante]. Cela est particulièrement le cas si la victime devient enceinte[source insuffisante]. Les victimes de viol sont tuées par des membres de leur famille, car elles attentent à l’honneur de la famille, selon celle-ci[source insuffisante]. Quand l'adultère ou le sexe avant le mariage sont illégaux, les victimes de viol encourent des poursuites pénales en vertu de ces lois, s'il n'y a pas suffisamment de preuves pour prouver le viol[source insuffisante],.

## Viol conjugal

Viol conjugal illégal
Viol conjugal légal
« Viol conjugal » non incriminé, mais du « sexe conjugal forcé » est punissable
Statut juridique pas clair

Le viol conjugal est une forme de violence exercée par le ou la partenaire intime. L’Organisation mondiale de la santé (OMS) définit les violences entre partenaires comme « tout comportement au sein d’une relation intime qui cause un préjudice ou des souffrances physiques, psychologiques ou sexuelles, aux personnes qui sont parties à cette relation, y compris des actes d’agression physique, des rapports sexuels forcés, et/ou par surprise tels qu'une pénétration digitale lors du sommeil du partenaire, de la violence psychologique et des comportements autoritaires ou tyranniques ». Toutefois, le viol au sein du couple est une notion qui reste taboue dans beaucoup de sociétés actuelles et minimisée par certaines personnes, qui considèrent que puisque la personne coupable est le ou la partenaire intime de la victime, en particulier dans le cadre d'un partenariat librement consenti, le rapport s'inscrit naturellement dans le contexte d'une relation amoureuse, où le consentement tend à être perçu comme automatique et en même temps implicite pour tout acte, à tout moment. Le viol dans le cadre du mariage reste spécifiquement tabou.[non neutre]. Pourtant, le viol entre époux est explicitement condamné par la plupart des législations. C'est le cas en France depuis 1990. Il est important d’insister sur le fait qu'être en couple ne remet pas en cause l’importance de la notion de consentement, en lien avec la confiance et le respect. Vivre un partenariat intime et librement consenti, avoir des rapports sexuels fréquents (et librement consentis), cohabiter en union libre ou en union civile, vivre suivant les liens du mariage avec une autre personne ne justifie pas d'obliger cette personne à quelque pratique sexuelle que ce soit, notamment en ignorant son refus et en lui faisant subir un harcèlement moral jusqu'à lui arracher un consentement vicié. La notion ancienne de devoir conjugal a encore tendance à occulter celle de viol conjugal dans la société.[style à revoir][réf. nécessaire].

## Viol et VIH/SIDA
Le viol peut entraîner la transmission du VIH/SIDA, ce qui est surtout un problème dans les régions du monde où la maladie est endémique, comme l'Afrique subsaharienne. Le viol peut être un facteur « direct », car le virus peut être transmis par les rapports sexuels forcés, et aussi un facteur « indirect », parce que les victimes de viol sont plus à risque de souffrir de problèmes psychologiques, qui peuvent conduire les victimes à adopter des comportements qui créent un risque de contracter le VIH/SIDA, comme l'injection de drogues[source insuffisante]. Dans certaines parties de l'Afrique, il y a un mythe selon lequel les relations sexuelles avec une vierge peut guérir du VIH/SIDA, et des filles et des femmes sont violées à cause de cela,.

## Mariages forcés après le viol

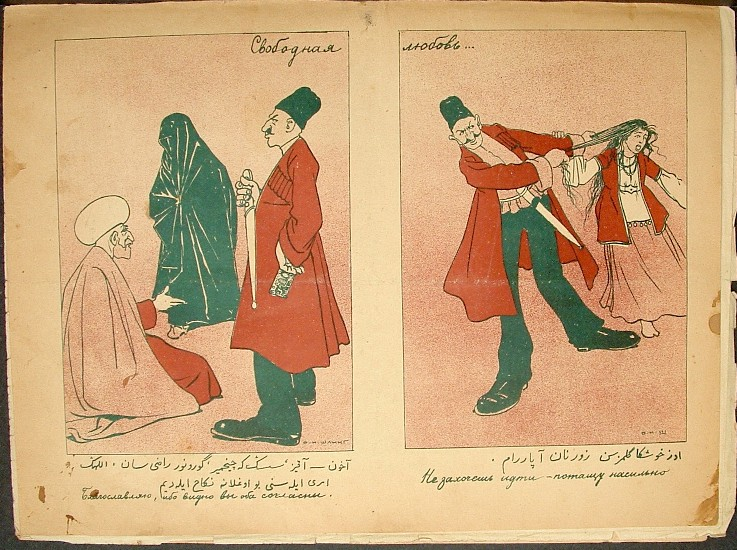
« L'amour libre » dans le magazine satirique d'Azerbaïdjan Molla Nasreddin, se lisant de droite à gauche :
- « Si vous voulez ne pas venir volontairement, je vais vous prendre par la force. » - « Le Akhun-clerc dit : « Madame, puisque vous ne dites rien, il semble que vous êtes d'accord. Par ordre de Dieu, je vous marie à ce gentleman ». » (1906-1931)

Il y a un lien, dans certaines parties du monde, entre le viol et le mariage forcé, par la pratique de forcer la femme ou fille qui a été violée à épouser l'homme qui l'a violée, pour rétablir « l'honneur » de sa famille ; en France, le terme est « mariage réparateur ». Ce mariage est prétendu d'être aussi dans l'intérêt de la victime - qui ne reste pas non-mariée et ne perd pas le statut social - et du violeur, qui évite la prison[source insuffisante],[source insuffisante],. Il y a aussi un lien entre le viol et le mariage par enlèvement, une pratique dans laquelle un homme enlève par la force la fille qu'il veut épouser et la viole, avec le but de forcer le mariage ; parce que la fille n'est plus vierge, sa famille doit accepter le mariage. Cette coutume a lieu dans certains pays d'Asie centrale, dans la région du Caucase ainsi que dans certaines parties de l'Afrique. L'Éthiopie a l'un des taux de mariage par enlèvement les plus élevés dans le monde[source insuffisante],[source insuffisante],[source insuffisante],[source insuffisante].

## Statistiques
D'une façon générale, peu de données statistiques sur cette criminalité qui n'est étudiée que depuis quelques dizaines d'années sont disponibles. Les pays qui poursuivent avec le plus de succès les criminels sexuels affichent de façon biaisée le plus fort taux de violeurs, tandis que les pays où le viol est généralement ignoré par la société ne tiennent aucun compte de cette criminalité. De même, les chiffres sur les fausses accusations de viols varient beaucoup selon les sources. Le FBI Uniform Crime Reports (UCR), 1996, montre que 8 % des accusations de viol se révèlent fausses, mais cela n'inclut pas les situations où les plaignantes refusent de coopérer avec la police[source insuffisante].
Une enquête controversée de 1994 aux États-Unis menée par Eugene J. Kanin aurait abouti, après 9 ans (1978-1987), à un chiffre de 41 % (avec des variations de 25 % à 85 % selon la date). Ce chiffre n'inclurait que les accusations reconnues fausses par les plaignantes elles-mêmes, ce qui donne à penser que le véritable chiffre pourrait être plus élevé.
Cependant, cette étude a été critiquée. Des organisations qui travaillent avec les victimes de violences sexuelles ont accusé la police dans la petite ville où Kanin a fait son enquête d'utiliser le polygraphe pour intimider les victimes et refuser d'enquêter sur certaines réclamations. Selon David Lisak, cette étude n'en est pas réellement une, puisqu'elle ne fait que relater les opinions des policiers en adoptant leur propre méthodologie. Selon l'étude de Lisak publiée en 2010 dans Violence Against Women le taux de fausses accusations serait plus proche de 5,9 %.

### Dans le monde, sans ICCS

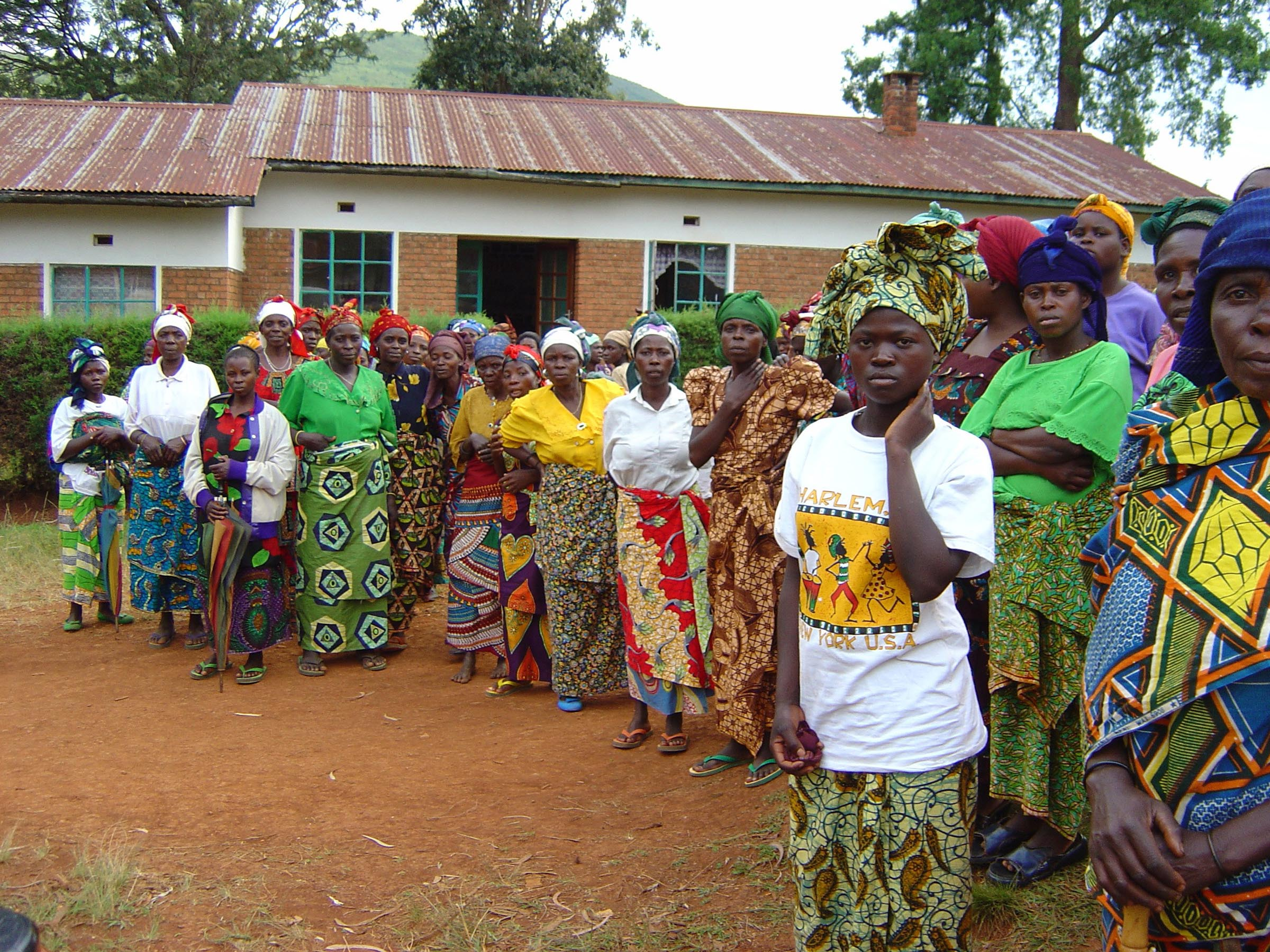
Réunion de victimes de violences sexuelles en République démocratique du Congo.

En moyenne dans le monde, si rien ne change, près d’une femme sur cinq sera victime de viol ou de tentative de viol au cours de son existence.

#### Afrique du Sud
La violence sexuelle en Afrique du Sud serait la plus élevée au monde (en l'an 2000). 147 femmes sont violées chaque jour selon un rapport de 2003[source insuffisante]. Le taux de condamnation pour viol reste bas, de 7 % en moyenne. Un tiers du nombre de viols estimé aurait été signalé en 2003[source insuffisante].

#### Allemagne
Les statistiques criminelles de la police ont recensé, pour l'année 2010, 46 869 cas de crimes contre l'autodétermination sexuelle, dont 7 724 cas de viol ou d'agression sexuelle grave. Le pourcentage d'affaires résolues étant d'environ 82 %.

#### Arabie saoudite
Les auteurs d'un viol sont passibles de la peine de mort en Arabie saoudite. Le 22 novembre 2007, sept hommes ont violé une chiite de Qatif, les agresseurs ont été condamnés par un tribunal à des peines de prison allant de 2  à   9 ans, mais la victime a été condamnée à recevoir 200 coups de fouet et à 6 mois de prison, car elle était en couple avec un homme qui ne faisait pas partie de sa famille au moment de l'agression (agressé lui aussi), et elle s'était exprimée devant Human Rights Watch en l'absence d'hommes.

#### Australie

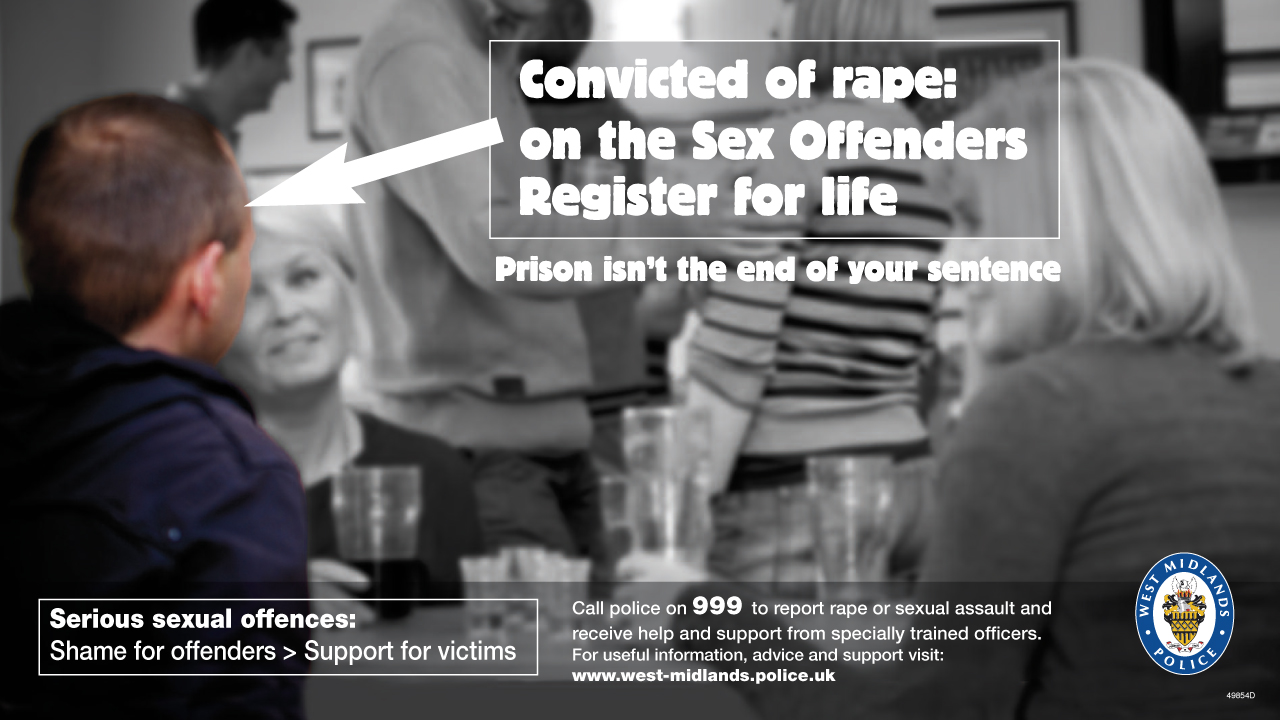
Campagne contre le viol et l'agression sexuelle, police du West Midlands (Angleterre), 2012

Une étudiante australienne sur six affirme avoir été victime d'un viol durant sa vie (17 % ont été victimes de viol et 12 % de tentative de viol) et plus d'une sur deux a subi du harcèlement sexuel, selon une enquête réalisée par l'Union nationale des étudiants australiens auprès de 1 500 femmes étudiant à l'université. Selon l'étude, 67 % des étudiantes affirment avoir connu une expérience sexuelle non consentie, tandis que 31 % n'étaient pas en état de donner leur accord. Dans 57 % des cas, l'auteur des actes était un ami ou une connaissance et dans 22 % des cas, les femmes connaissaient très bien l'auteur. Seules 2 % des femmes victimes ont saisi la police, la plupart estimant que les faits n'étaient pas assez graves pour justifier qu'elles en fassent état auprès des policiers.
En 2005, le Bureau australien des statistiques montrait que 19 % des femmes avaient été victimes de violences sexuelles depuis l'âge de 15 ans.

#### Canada
11,6 % des Canadiennes disent avoir été victimes de violence sexuelle de la part de non-partenaires dans leur vie. Au Québec, d'après son gouvernement 1 femme sur 3 a été victime d’au moins une agression sexuelle depuis l’âge de 16 ans, 1 homme sur 6 sera victime d’une agression sexuelle au cours de sa vie (au total, 82 % des victimes d’agression sexuelle sont des femmes) et les 2⁄3 des victimes sont âgées de moins de 18 ans,.

#### États-Unis
En 2004-2005, 64 080 personnes ont été victimes d'un viol, 51 500 d'une tentative de viol,, soit une personne toutes les deux minutes et demie ; 50 % des viols déclarés ont été commis au domicile de la victime. Seuls 41 % des viols sont signalés à la police. Le nombre de viols diminue de façon continue depuis plusieurs années : le taux est passé de 2,8 pour mille personnes de plus de 12 ans en 1979 à environ pour 800 en 2004. Entre 1993 et 2005, les viols ou tentatives de viol ont diminué de 68 % aux États-Unis.

#### France
Le viol en France est un phénomène de société dont l'ampleur est estimée à plus de 90 000 viols ou tentatives de viols sur majeurs par an en France [source insuffisante].

#### Maroc
Comme les sociétés indiennes, la société marocaine est décrite depuis l'étranger comme étant structurellement vulnérable aux abus et à l'impunité de personnes selon le degré de proximité avec la richesse ou avec le pouvoir. Cependant l'intolérance au viol grandit dans les années 2000, au point qu'en 2011, pour avoir violé des enfants âgés de 4 à 15 ans à Rabat, un résident espagnol d'origine irakienne est condamné à 30 ans de prison ferme ; c'est la plus lourde peine jamais infligée pour viol au Maroc. Selon les conclusions du tribunal de Kénitra, « il profitait de la précarité des familles [des victimes] », c'est-à-dire qu'une forme de prostitution existait mais n'est désormais plus tolérée,,. Par la suite, il bénéficie par erreur d'une grâce royale et diverses manifestations agitent le pays pour réclamer justice. Il sera arrêté en Espagne où il purgera une partie de sa peine.

#### Pakistan
Au Pakistan, la loi religieuse, introduite en 1979 et en vigueur jusqu'en 2006, fixait que le viol devait être attesté par quatre témoins masculins, sans quoi la plaignante pouvait être poursuivie pour relation extra-conjugale. Désormais, la preuve du viol se fera sur la base d'expertises médicales et d'une enquête sur les circonstances[source insuffisante].

#### République démocratique du Congo

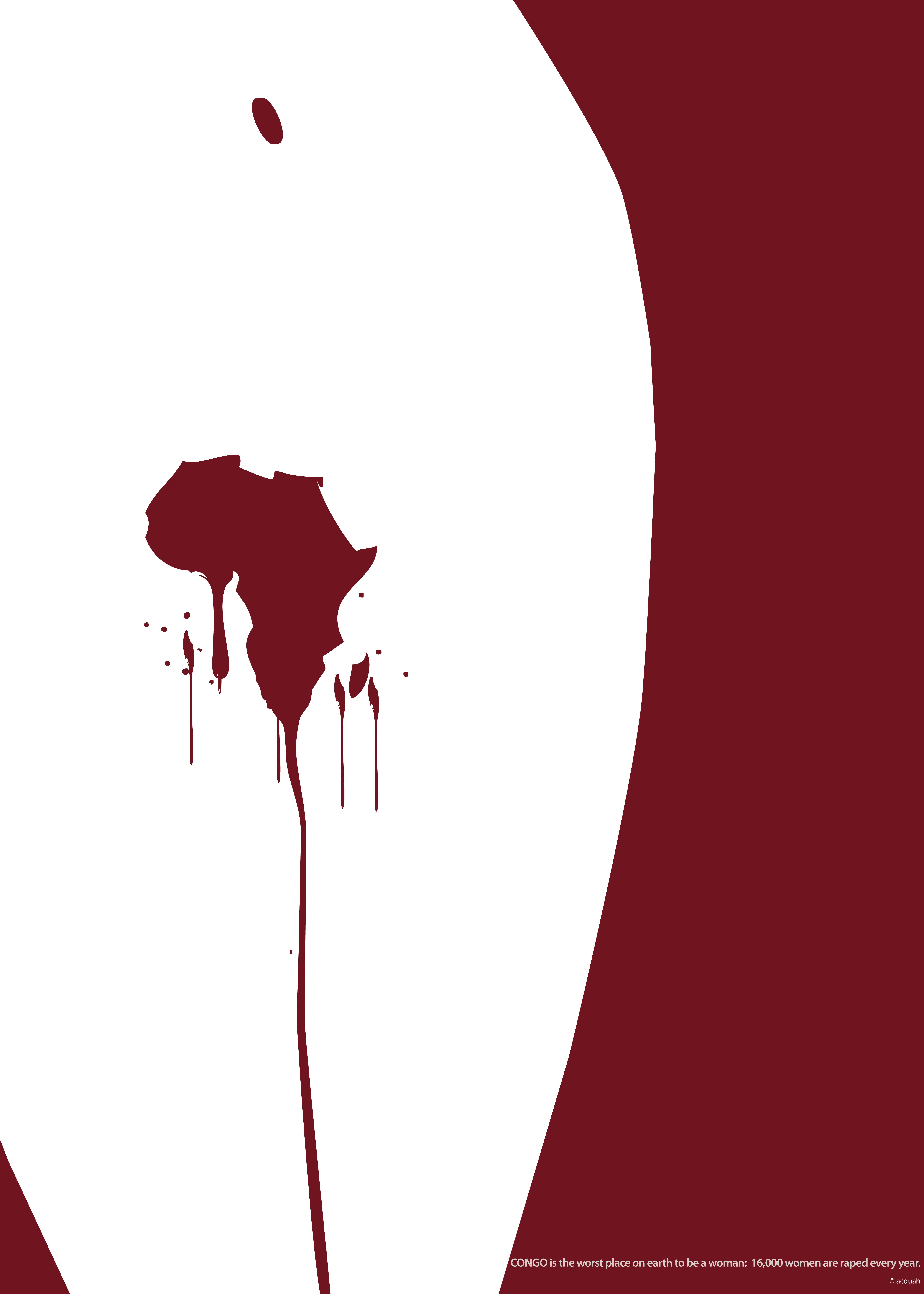
Affiche de l'exposition Women’s Rights Are Human Rights: International Posters on Gender--‐based Inequality, Violence and Discrimination, dénonçant les violences faites aux femmes (particulièrement le viol) en République démocratique du Congo et en Afrique, 2011.

Dans les années 2000-2010, dans l'est de la république démocratique du Congo  la prévalence et l'intensité de viols et d'autres violences sexuelles sont décrites comme les pires au monde. Il y avait en 2007 selon le journal The Guardian au moins 200 000 survivants victimes de viol vivant dans ce pays, mais selon une nouvelle étude plus de 400 000 femmes y ont été violées en une année. Le viol y serait pratiqué comme arme de guerre selon divers commentateurs, dont le gynécologue Denis Mukwege. Selon Louise Nzigire, travailleuse sociale locale, cette violence a été conçue « pour exterminer la population », comme une arme « pas chère, utilisée par tous les acteurs de cette guerre, plus facile à obtenir que les balles ou les bombes ». Selon une étude du journal américain The American Journal of Public Health (4 mai), 1 152 femmes sont violées chaque jour, soit 48 viols par heure, chiffre 26 fois plus élevé que celui avancé par l'ONU[source insuffisante] qui reconnait 14 viols par jour dont 1⁄3 dans les provinces du Nord-Kivu et du Sud-Kivu.
En 2013, après l'accusation par l'ONU de pillages, viols et meurtres par deux bataillons de l'armée congolaise près de Minova (en), et après deux ultimatums de l'ONU au gouvernement de la République démocratique du Congo (en février, puis en mars 2013 avec menace de perdre le soutien de l'ONU), douze militaires haut-gradés (commandants et responsables de 10 unités armées) ont été suspendus et devraient répondre de leurs crimes.
Dans l’Est de la RDC (comme en Somalie), l'ONU estime que 14 groupes armés et les autorités congolaises (la police et armée) utilisent cette arme.
L'ONU dénonce aussi le viol d'enfants et de bébés (59 enfants de 1  à   3 ans et 182 de 5  à   15 ans violés en 2012 selon le rapport).
Le graphique qui aurait dû être présenté ici ne peut pas être affiché car il utilise l'ancienne extension Graph, désactivée pour des questions de sécurité. Des indications pour créer un nouveau graphique avec la nouvelle extension Chart sont disponibles ici.

- 843 cas de viols et tentative de viol Sveriges Television/Uppdrag granskning[181]

#### Suède
En 2013, 5887 plaintes pour viol ont été déposées en Suède - soit 63 cas pour 100 000 habitants, et une hausse de 5 % par rapport à l'année précédente. Ce taux figure parmi les plus élevés du monde, et dépasse largement les autres pays européens. Cette comparaison doit être relativisée par deux facteurs : la définition légale du viol est particulièrement large en Suède, et le taux de plainte serait particulièrement élevé.

### Classification internationale du crime à fin statistique
Les statistiques de chaque pays reposant sur des concepts différents, à des fins statistiques, une Classification internationale du crime à fin statistique (International Classification of Crime for Statistical Purposes (en) ou ICCS) a été développée par l'UNODC (Office des Nations unies contre la drogue et le crime) et publiée pour la première fois en 2015.
| Classification | Dénomination francophone |
| --- | --- |
| Level 03 - 0301 - 03011 - 030111 - 030112 - 030113 - 030119 - 03012 - 030121 - 030122 - 030129 - 03019 - 0302 - 03021 - 03022 - 030221 - 030222 - 030223 - 030229 - 03029 - 0309 | Actes préjudiciables à caractère sexuel - Violence sexuelle - Viol - Viol avec recours à la force - Viol sans recours à la force - Viol sur personne ne pouvant donner son consentement - Autre viol - Agression sexuelle - Agression sexuelle physique - Agression sexuelle non physique - Autre agression sexuelle - Autres actes de violence sexuelle - Exploitation sexuelle - Exploitation sexuelle d’adultes - Exploitation sexuelle d’enfants - Pédopornographie - Prostitution enfantine - Sollicitation d’enfants à des fins sexuelles - Autre exploitation sexuelle d’enfants - Autres actes d’exploitation sexuelle - Autres actes préjudiciables à caractère sexuel |

Le graphique qui aurait dû être présenté ici ne peut pas être affiché car il utilise l'ancienne extension Graph, désactivée pour des questions de sécurité. Des indications pour créer un nouveau graphique avec la nouvelle extension Chart sont disponibles ici.

Le graphique qui aurait dû être présenté ici ne peut pas être affiché car il utilise l'ancienne extension Graph, désactivée pour des questions de sécurité. Des indications pour créer un nouveau graphique avec la nouvelle extension Chart sont disponibles ici.

### Dans le monde en 2018
Mondialement, environ 27 % des femmes mariées ou en couple en âge reproductif (15–49 ans) ont expérimenté, selon des estimations, des violences de couple intime sexuelles au moins une fois dans leur vie (à partir de l'âge de 15 ans).
Mondialement, les deux formes combinées de violence, en couple et hors couple, concernent 31 % pour les femmes âgées de 15 à 49 ans. Ces estimations sont similaires aux estimations de 2010 publiées par l'Organisation mondiale de la santé en 2013.

### Statistiques de viols déclarés
Les Nations unies énumèrent ci-dessous les totaux et pourcentages de viols enregistrés auprès de la police dans le monde. Le tableau ne comprend pas les cas pour lesquels il n'a pas été déposé de plainte. Il ne précise pas le sexe ni l'âge de la personne violée, ni si les cas signalés sont suspects, ni s'ils ont conduit à un procès, ni s'il a été émis un verdict de culpabilité à son issue. Enfin, il ne prend pas en compte les différentes variations du mot « viol » qui existent dans le monde.
| Région   | Pays                                       | Nombre de cas | Nombre de cas | Nombre de cas | Nombre de cas | Nombre de cas | Nombre de cas | Nombre de cas | Nombre de cas | Cas pour 100 000 personnes | Cas pour 100 000 personnes | Cas pour 100 000 personnes | Cas pour 100 000 personnes | Cas pour 100 000 personnes | Cas pour 100 000 personnes | Cas pour 100 000 personnes | Cas pour 100 000 personnes |
| Région   | Pays                                       | 2003          | 2004          | 2005          | 2006          | 2007          | 2008          | 2009          | 2010          | 2003                       | 2004                       | 2005                       | 2006                       | 2007                       | 2008                       | 2009                       | 2010                       |
| -------- | ------------------------------------------ | ------------- | ------------- | ------------- | ------------- | ------------- | ------------- | ------------- | ------------- | -------------------------- | -------------------------- | -------------------------- | -------------------------- | -------------------------- | -------------------------- | -------------------------- | -------------------------- |
| Afrique  | Kenya                                      |               | 1440          | 1365          | 1291          | 876           | 735           | 847           |               |                            | 4,1                        | 3,8                        | 3,5                        | 2,3                        | 1,9                        | 2,1                        |                            |
| Afrique  | Île Maurice                                | 53            | 40            | 38            | 64            | 77            | 69            | 57            | 51            | 4.3                        | 3,2                        | 3                          | 5,1                        | 6                          | 5,4                        | 4,4                        | 3,9                        |
| Afrique  | Mozambique                                 |               | 102           | 64            | 46            | 41            | 47            | 44            |               |                            | 0,5                        | 0,3                        | 0,2                        | 0,2                        | 0,2                        | 0,2                        |                            |
| Afrique  | Ouganda                                    |               | 549           | 732           | 750           | 599           | 1536          | 619           | 709           | 2                          | 2                          | 2,6                        | 2,6                        | 2                          | 4,9                        | 1,9                        | 2,1                        |
| Afrique  | Zimbabwe                                   | 3858          | 4997          | 4790          | 4967          | 4762          | 3186          |               |               | 30,6                       | 39,7                       | 38,1                       | 39,6                       | 38,2                       | 25,6                       |                            |                            |
| Afrique  | Cameroun                                   | 451           | 555           | 592           | 580           | 447           |               |               |               | 2,7                        | 3,2                        | 3,4                        | 3,2                        | 2,4                        |                            |                            |                            |
| Afrique  | Algérie                                    | 723           | 630           | 376           | 495           | 836           | 812           |               |               | 2,3                        | 1,9                        | 1,1                        | 1,5                        | 2,5                        | 2,4                        |                            |                            |
| Afrique  | Égypte                                     | 20            | 21            | 44            | 48            | 63            | 87            |               |               | 0                          | 0                          | 0,1                        | 0,1                        | 0,1                        | 0,1                        |                            |                            |
| Afrique  | Maroc                                      | 618           | 453           | 475           | 1063          | 1215          | 1130          | 1507          |               | 2,1                        | 1,5                        | 1,6                        | 3,5                        | 3,9                        | 3,6                        | 4,8                        |                            |
| Afrique  | Soudan                                     |               |               |               |               |               | 1189          |               |               |                            |                            |                            |                            |                            | 2,9                        |                            |                            |
| Afrique  | Botswana                                   |               |               |               |               |               |               | 1754          | 1865          |                            |                            |                            |                            |                            |                            | 88,5                       | 92,9                       |
| Afrique  | Lesotho                                    |               |               |               |               | 1797          | 1878          | 1777          |               |                            |                            |                            |                            | 85,3                       | 88,3                       | 82,7                       |                            |
| Afrique  | Swaziland                                  | 785           | 849           |               |               |               |               |               |               | 72,1                       | 77,5                       |                            |                            |                            |                            |                            |                            |
| Afrique  | Guinée                                     |               |               |               |               | 92            |               |               |               |                            |                            |                            |                            | 1                          |                            |                            |                            |
| Afrique  | Sénégal                                    |               |               | 301           | 159           | 167           | 416           | 710           | 693           |                            |                            | 2,8                        | 1,4                        | 1,5                        | 3,5                        | 5,9                        | 5,6                        |
| Afrique  | Sierra Leone                               |               |               |               |               | 135           | 79            |               |               |                            |                            |                            |                            | 2,5                        | 1,4                        |                            |                            |
| Région   | Pays                                       | Nombre de cas | Nombre de cas | Nombre de cas | Nombre de cas | Nombre de cas | Nombre de cas | Nombre de cas | Nombre de cas | Cas pour 100 000 personnes | Cas pour 100 000 personnes | Cas pour 100 000 personnes | Cas pour 100 000 personnes | Cas pour 100 000 personnes | Cas pour 100 000 personnes | Cas pour 100 000 personnes | Cas pour 100 000 personnes |
| Région   | Pays                                       | 2003          | 2004          | 2005          | 2006          | 2007          | 2008          | 2009          | 2010          | 2003                       | 2004                       | 2005                       | 2006                       | 2007                       | 2008                       | 2009                       | 2010                       |
| Amérique | Bahamas                                    |               |               | 87            | 72            | 135           | 118           | 109           | 78            |                            |                            | 27,2                       | 22,2                       | 41,1                       | 35,4                       | 32,2                       | 22,7                       |
| Amérique | Barbade                                    |               |               |               |               |               |               | 68            |               |                            |                            |                            |                            |                            |                            | 24,9                       |                            |
| Amérique | Grenade                                    |               |               | 23            | 22            | 30            | 31            | 57            | 32            |                            |                            | 22,4                       | 21,4                       | 29                         | 29,9                       | 54,8                       | 30,6                       |
| Amérique | Jamaïque                                   |               |               |               |               |               |               | 695           | 668           |                            |                            |                            |                            |                            |                            | 25,5                       | 24,4                       |
| Amérique | Saint-Christophe-et-Niévès                 |               |               |               |               |               |               | 16            | 15            |                            |                            |                            |                            |                            |                            | 30,9                       | 28,6                       |
| Amérique | Saint-Vincent-et-les-Grenadines            |               | 66            | 87            | 50            | 60            | 36            | 54            | 28            |                            | 60,8                       | 80                         | 45,9                       | 55                         | 33                         | 49,4                       | 25,6                       |
| Amérique | Trinité-et-Tobago                          |               | 305           | 334           | 259           | 317           | 236           | 247           |               |                            | 23,3                       | 25,4                       | 19,6                       | 23,9                       | 17,7                       | 18,5                       |                            |
| Amérique | Belize                                     |               |               | 48            | 44            |               |               | 30            | 21            |                            |                            | 17,1                       | 15,3                       |                            |                            | 9,8                        | 6,7                        |
| Amérique | Costa Rica                                 | 576           | 600           | 543           | 485           |               |               | 1685          |               | 13,8                       | 14,2                       | 12,6                       | 11,1                       |                            |                            | 36,7                       |                            |
| Amérique | Salvador                                   |               |               | 1185          | 1140          |               |               | 756           | 681           |                            |                            | 19,6                       | 18,8                       |                            |                            | 12,3                       | 11                         |
| Amérique | Guatemala                                  |               | 363           | 314           | 289           | 318           | 385           | 401           |               |                            | 2,9                        | 2,5                        | 2,2                        | 2,4                        | 2,8                        | 2,9                        |                            |
| Amérique | Mexique                                    |               | 13650         | 13550         | 13894         | 14199         | 14078         | 14850         | 14993         |                            | 13                         | 12,7                       | 12,9                       | 13                         | 12,7                       | 13,3                       | 13,2                       |
| Amérique | Nicaragua                                  |               |               | 1322          | 1524          |               |               |               | 1829          |                            |                            | 24,4                       | 27,7                       |                            |                            |                            | 31,6                       |
| Amérique | Panama *                                   |               | 629           | 771           | 792           | 855           | 713           | 809           | 996           |                            | 19,8                       | 23,8                       | 24                         | 25,5                       | 20,9                       | 23,4                       | 28,3                       |
| Amérique | Argentine                                  |               |               | 3154          | 3264          | 3276          | 3367          |               |               |                            |                            | 8,2                        | 8,4                        | 8,3                        | 8,5                        |                            |                            |
| Amérique | Bolivie                                    |               |               | 1137          | 1137          | 1437          | 1596          | 1989          | 2587          |                            |                            | 12,4                       | 12,2                       | 15,2                       | 16,6                       | 20,4                       | 26,1                       |
| Amérique | Chili                                      | 1658          | 1845          | 1974          | 2034          | 1980          | 2233          |               |               | 10,4                       | 11,4                       | 12,1                       | 12,4                       | 11,9                       | 13,3                       |                            |                            |
| Amérique | Colombie                                   |               | 1188          | 2627          | 3347          | 3379          | 3380          | 3540          | 3149          |                            | 2,8                        | 6,1                        | 7,7                        | 7,6                        | 7,5                        | 7,8                        | 6,8                        |
| Amérique | Équateur                                   | 1488          | 1246          | 1499          | 1484          |               |               |               |               | 11,5                       | 9,4                        | 11,2                       | 10,9                       |                            |                            |                            |                            |
| Amérique | Guyana                                     |               |               |               |               |               |               | 62            | 117           |                            |                            |                            |                            |                            |                            | 8,2                        | 15,5                       |
| Amérique | Paraguay                                   |               |               | 387           | 359           |               |               |               |               |                            |                            | 6,6                        | 6                          |                            |                            |                            |                            |
| Amérique | Pérou                                      | 5991          | 5721          | 6268          | 6569          | 7208          | 7560          | 6751          |               | 22,3                       | 21                         | 22,7                       | 23,6                       | 25,6                       | 26,6                       | 23,5                       |                            |
| Amérique | Suriname                                   | 186           | 223           |               |               |               |               |               |               | 38,2                       | 45,2                       |                            |                            |                            |                            |                            |                            |
| Amérique | Uruguay                                    | 297           | 327           |               |               |               |               |               |               | 8,9                        | 9,8                        |                            |                            |                            |                            |                            |                            |
| Amérique | Bermudes                                   | 36            | 43            |               |               |               |               |               |               | 56.6                       | 67.3                       |                            |                            |                            |                            |                            |                            |
| Amérique | Canada                                     | 531           | 587           | 565           | 570           | 528           | 490           | 471           | 576           | 1.7                        | 1.8                        | 1.8                        | 1.7                        | 1.6                        | 1.5                        | 1.4                        | 1.7                        |
| Amérique | États-Unis                                 | 93883         | 95089         | 94347         | 94472         | 92610         | 90750         | 89241         | 84767         | 32.2                       | 32.3                       | 31.8                       | 31.5                       | 30.6                       | 29.8                       | 29.0                       | 27.3                       |
| Région   | Pays                                       | Nombre de cas | Nombre de cas | Nombre de cas | Nombre de cas | Nombre de cas | Nombre de cas | Nombre de cas | Nombre de cas | Cas pour 100 000 personnes | Cas pour 100 000 personnes | Cas pour 100 000 personnes | Cas pour 100 000 personnes | Cas pour 100 000 personnes | Cas pour 100 000 personnes | Cas pour 100 000 personnes | Cas pour 100 000 personnes |
| Région   | Pays                                       | 2003          | 2004          | 2005          | 2006          | 2007          | 2008          | 2009          | 2010          | 2003                       | 2004                       | 2005                       | 2006                       | 2007                       | 2008                       | 2009                       | 2010                       |
| Asie     | Kazakhstan                                 |               |               | 1583          | 1584          | 1514          | 1298          |               |               |                            |                            | 10.4                       | 10.3                       | 9.8                        | 8.3                        |                            |                            |
| Asie     | Kirghizistan                               | 296           | 278           | 298           | 271           | 300           | 303           | 303           | 314           | 5.9                        | 5.5                        | 5.9                        | 5.3                        | 5.8                        | 5.8                        | 5.7                        | 5.9                        |
| Asie     | Tadjikistan                                |               | 53            | 54            | 56            | 47            | 55            | 36            |               |                            | 0.8                        | 0.8                        | 0.9                        | 0.7                        | 0.8                        | 0.5                        |                            |
| Asie     | Turkménistan                               | 37            | 36            | 27            | 27            |               |               |               |               | 0.8                        | 0.8                        | 0.6                        | 0.6                        |                            |                            |                            |                            |
| Asie     | Hong Kong                                  | 70            | 92            | 99            | 96            | 107           | 105           | 136           | 112           | 1.0                        | 1.4                        | 1.5                        | 1.4                        | 1.6                        | 1.5                        | 1.9                        | 1.6                        |
| Asie     | Japon                                      | 2472          | 2176          | 2076          | 1948          | 1766          | 1582          | 1402          | 1289          | 2.0                        | 1.7                        | 1.6                        | 1.5                        | 1.4                        | 1.3                        | 1.1                        | 1.0                        |
| Asie     | Mongolie                                   | 386           | 378           | 320           | 314           | 355           | 354           | 332           | 342           | 15.5                       | 15.0                       | 12.6                       | 12.2                       | 13.5                       | 13.3                       | 12.2                       | 12.4                       |
| Asie     | Corée du Sud                               | 5899          | 6321          |               |               |               |               |               |               | 12.7                       | 13.5                       |                            |                            |                            |                            |                            |                            |
| Asie     | Brunei                                     | 24            | 26            | 24            | 28            |               |               |               |               | 6.9                        | 7.3                        | 6.6                        | 7.6                        |                            |                            |                            |                            |
| Asie     | Philippines                                | 3084          | 2918          | 2962          | 2584          | 2409          | 2585          | 5813          |               | 3.7                        | 3.5                        | 3.5                        | 3.0                        | 2.7                        | 2.9                        | 6.3                        |                            |
| Asie     | Singapour                                  | 110           | 103           | 124           | 118           |               |               |               |               | 2.7                        | 2.5                        | 2.9                        | 2.7                        |                            |                            |                            |                            |
| Asie     | Thaïlande                                  |               |               | 5071          | 5308          | 5152          | 4641          | 4676          | 4636          |                            |                            | 7.6                        | 7.9                        | 7.6                        | 6.8                        | 6.8                        | 6.7                        |
| Asie     | Bangladesh                                 |               |               | 11291         | 11682         |               |               |               |               |                            |                            | 8.0                        | 8.2                        |                            |                            |                            |                            |
| Asie     | Inde                                       |               | 18233         | 18359         | 19348         | 20737         | 21467         | 21397         | 22172         |                            | 1.6                        | 1.6                        | 1.7                        | 1.8                        | 1.8                        | 1.8                        | 1.8                        |
| Asie     | Maldives                                   | 2             | 1             |               |               | 5             | 9             |               |               | 0.7                        | 0.3                        |                            |                            | 1.6                        | 2.9                        |                            |                            |
| Asie     | Népal                                      |               |               | 191           | 210           |               |               |               |               |                            |                            | 0.7                        | 0.8                        |                            |                            |                            |                            |
| Asie     | Sri Lanka                                  | 1378          | 1432          |               |               |               |               |               |               | 7.1                        | 7.3                        |                            |                            |                            |                            |                            |                            |
| Asie     | Arménie                                    | 3             | 9             | 15            | 7             | 5             | 15            | 15            | 11            | 0.1                        | 0.3                        | 0.5                        | 0.2                        | 0.2                        | 0.5                        | 0.5                        | 0.4                        |
| Asie     | Azerbaïdjan                                | 49            | 25            | 44            | 35            | 34            | 25            | 35            | 16            | 0.6                        | 0.3                        | 0.5                        | 0.4                        | 0.4                        | 0.3                        | 0.4                        | 0.2                        |
| Asie     | Bahreïn                                    | 19            | 27            | 25            | 17            | 21            | 36            |               |               | 2.9                        | 4.0                        | 3.4                        | 2.1                        | 2.3                        | 3.4                        |                            |                            |
| Asie     | Chypre                                     | 32            | 41            | 39            | 29            | 19            | 34            | 27            |               | 3.2                        | 4.0                        | 3.8                        | 2.8                        | 1.8                        | 3.2                        | 2.5                        |                            |
| Asie     | Géorgie                                    | 52            | 62            | 141           | 167           | 156           | 100           | 84            | 82            | 1.1                        | 1.4                        | 3.1                        | 3.8                        | 3.5                        | 2.3                        | 1.9                        | 1.9                        |
| Asie     | Israël                                     |               | 1319          | 1223          | 1291          | 1270          | 1243          |               |               |                            | 20.4                       | 18.5                       | 19.1                       | 18.4                       | 17.5                       |                            |                            |
| Asie     | Jordanie                                   |               |               | 78            | 110           |               |               |               |               |                            |                            | 1.5                        | 2.0                        |                            |                            |                            |                            |
| Asie     | Koweït                                     |               | 98            | 108           | 125           | 137           | 120           | 119           |               |                            | 4.5                        | 4.8                        | 5.3                        | 5.6                        | 4.7                        | 4.5                        |                            |
| Asie     | Liban                                      |               |               | 39            | 19            |               |               |               |               |                            |                            | 1.0                        | 0.5                        |                            |                            |                            |                            |
| Asie     | Territoires palestiniens                   | 85            | 98            | 105           |               |               |               |               |               | 2.5                        | 2.8                        | 3.0                        |                            |                            |                            |                            |                            |
| Asie     | Oman                                       |               |               |               |               | 132           | 183           |               |               |                            |                            |                            |                            | 5.2                        | 6.9                        |                            |                            |
| Asie     | Qatar                                      | 11            | 13            |               |               |               |               |               |               | 1.7                        | 1.8                        |                            |                            |                            |                            |                            |                            |
| Asie     | Syrie                                      | 131           | 97            | 135           | 112           | 125           | 156           |               |               | 0.7                        | 0.5                        | 0.7                        | 0.6                        | 0.6                        | 0.8                        |                            |                            |
| Asie     | Turquie                                    | 1604          | 1638          | 1694          | 1783          | 1148          | 1071          |               |               | 2.4                        | 2.4                        | 2.5                        | 2.6                        | 1.6                        | 1.5                        |                            |                            |
| Asie     | Émirats arabes unis                        | 44            | 52            | 62            | 72            |               |               |               |               | 1.3                        | 1.4                        | 1.5                        | 1.5                        |                            |                            |                            |                            |
| Asie     | Yémen                                      |               |               | 95            | 95            | 125           | 158           | 176           |               |                            |                            | 0.5                        | 0.4                        | 0.6                        | 0.7                        | 0.8                        |                            |
| Région   | Pays                                       | Nombre de cas | Nombre de cas | Nombre de cas | Nombre de cas | Nombre de cas | Nombre de cas | Nombre de cas | Nombre de cas | Cas pour 100 000 personnes | Cas pour 100 000 personnes | Cas pour 100 000 personnes | Cas pour 100 000 personnes | Cas pour 100 000 personnes | Cas pour 100 000 personnes | Cas pour 100 000 personnes | Cas pour 100 000 personnes |
| Région   | Pays                                       | 2003          | 2004          | 2005          | 2006          | 2007          | 2008          | 2009          | 2010          | 2003                       | 2004                       | 2005                       | 2006                       | 2007                       | 2008                       | 2009                       | 2010                       |
| Europe   | Biélorussie                                | 432           | 386           | 483           | 353           | 336           | 240           | 218           |               | 4.4                        | 3.9                        | 4.9                        | 3.6                        | 3.5                        | 2.5                        | 2.3                        |                            |
| Europe   | Bulgarie                                   | 611           | 529           | 403           | 310           | 225           | 262           | 246           | 211           | 7.8                        | 6.8                        | 5.2                        | 4.0                        | 2.9                        | 3.5                        | 3.3                        | 2.8                        |
| Europe   | République tchèque                         | 646           | 687           | 596           | 530           | 637           | 529           | 480           |               | 6.3                        | 6.7                        | 5.8                        | 5.2                        | 6.2                        | 5.1                        | 4.6                        |                            |
| Europe   | Hongrie                                    | 535           | 267           | 264           | 206           | 215           | 214           | 228           | 246           | 5.3                        | 2.6                        | 2.6                        | 2.0                        | 2.1                        | 2.1                        | 2.3                        | 2.5                        |
| Europe   | Pologne                                    | 2322          | 2176          | 1987          | 2001          | 1827          | 1611          | 1530          | 1567          | 6.1                        | 5.7                        | 5.2                        | 5.2                        | 4.8                        | 4.2                        | 4.0                        | 4.1                        |
| Europe   | Moldavie                                   | 272           | 297           | 280           | 268           | 281           | 306           | 264           | 368           | 7.0                        | 7.8                        | 7.4                        | 7.2                        | 7.7                        | 8.4                        | 7.3                        | 10.3                       |
| Europe   | Roumanie                                   | 983           | 953           | 1013          | 1116          | 1047          | 1016          | 1007          |               | 4.5                        | 4.4                        | 4.7                        | 5.1                        | 4.8                        | 4.7                        | 4.7                        |                            |
| Europe   | Russie                                     | 8185          | 8848          | 9222          | 8871          | 7038          | 6208          | 5398          | 4907          | 5.6                        | 6.1                        | 6.4                        | 6.2                        | 4.9                        | 4.3                        | 3.8                        | 3.4                        |
| Europe   | Slovaquie                                  | 233           | 224           | 200           | 174           | 182           | 152           | 142           |               | 4.3                        | 4.1                        | 3.7                        | 3.2                        | 3.4                        | 2.8                        | 2.6                        |                            |
| Europe   | Ukraine                                    | 1048          | 964           | 924           | 993           | 878           | 880           | 758           | 635           | 2.2                        | 2.0                        | 2.0                        | 2.1                        | 1.9                        | 1.9                        | 1.7                        | 1.4                        |
| Europe   | Danemark                                   | 472           | 562           | 475           | 527           | 492           | 396           | 352           |               | 8.8                        | 10.4                       | 8.8                        | 9.7                        | 9.0                        | 7.2                        | 6.4                        |                            |
| Europe   | Estonie                                    | 107           | 121           | 179           | 153           | 122           | 160           | 124           | 81            | 7.9                        | 9.0                        | 13.3                       | 11.4                       | 9.1                        | 11.9                       | 9.2                        | 6.0                        |
| Europe   | Finlande                                   | 573           | 595           | 593           | 613           | 739           | 915           | 660           | 818           | 11.0                       | 11.4                       | 11.3                       | 11.6                       | 14.0                       | 17.2                       | 12.4                       | 15.2                       |
| Europe   | Islande                                    | 69            | 51            | 75            | 72            | 87            | 68            | 78            |               | 23.8                       | 17.4                       | 25.3                       | 23.9                       | 28.5                       | 21.9                       | 24.7                       |                            |
| Europe   | Irlande                                    | 370           | 409           | 451           | 371           | 357           | 348           | 377           | 479           | 9.2                        | 10.0                       | 10.8                       | 8.8                        | 8.3                        | 8.0                        | 8.5                        | 10.7                       |
| Europe   | Lettonie                                   | 123           | 319           | 251           | 129           | 93            | 100           | 69            | 78            | 5.3                        | 13.8                       | 10.9                       | 5.6                        | 4.1                        | 4.4                        | 3.1                        | 3.5                        |
| Europe   | Lituanie                                   | 278           | 260           | 265           | 253           | 200           | 164           | 149           | 208           | 8.1                        | 7.6                        | 7.8                        | 7.4                        | 5.9                        | 4.9                        | 4.5                        | 6.3                        |
| Europe   | Norvège                                    | 706           | 739           | 798           | 840           | 945           | 944           | 998           | 938           | 15.5                       | 16.1                       | 17.3                       | 18.0                       | 20.0                       | 19.8                       | 20.6                       | 19.2                       |
| Europe   | Suède                                      | 2235          | 2261          | 3787          | 4208          | 4749          | 5446          | 5937          | 5960          | 25.0                       | 25.2                       | 41.9                       | 46.3                       | 51.8                       | 59.0                       | 63.8                       | 63.5                       |
| Europe   | Angleterre et Pays de Galles (Royaume-Uni) | 13272         | 14013         | 14443         | 13774         | 12673         | 13096         | 15084         | 15934         | 25.1                       | 26.4                       | 27.0                       | 25.6                       | 23.4                       | 24.0                       | 27.5                       | 28.8                       |
| Europe   | Irlande du Nord (Royaume-Uni)              | 364           | 360           | 345           | 447           | 389           | 368           | 422           | 498           | 21.4                       | 21.0                       | 20.0                       | 25.7                       | 22.1                       | 20.7                       | 23.6                       | 27.7                       |
| Europe   | Écosse (Royaume-Uni)                       | 794           | 900           | 975           | 922           | 908           | 821           | 884           |               | 15.7                       | 17.7                       | 19.1                       | 18.0                       | 17.7                       | 15.9                       | 17.0                       |                            |
| Europe   | Albanie                                    |               |               | 49            | 40            | 41            | 39            | 34            | 24            |                            |                            | 1.6                        | 1.3                        | 1.3                        | 1.2                        | 1.1                        | 0.7                        |
| Europe   | Andorre                                    |               |               |               |               | 2             | 2             | 0             | 1             |                            |                            |                            |                            | 2.5                        | 2.4                        | 0.0                        | 1.2                        |
| Europe   | Bosnie-Herzégovine                         |               |               | 39            | 40            | 44            | 35            | 29            | 46            |                            |                            | 1.0                        | 1.1                        | 1.2                        | 0.9                        | 0.8                        | 1.2                        |
| Europe   | Croatie                                    | 213           | 165           | 142           | 187           | 162           | 188           | 129           | 141           | 4.8                        | 3.7                        | 3.2                        | 4.2                        | 3.7                        | 4.3                        | 2.9                        | 3.2                        |
| Europe   | Grèce                                      | 231           | 240           | 177           | 182           | 185           | 232           | 213           | 215           | 2.1                        | 2.2                        | 1.6                        | 1.6                        | 1.6                        | 2.1                        | 1.9                        | 1.9                        |
| Europe   | Italie                                     | 2744          | 3734          | 4020          | 4513          |               |               |               |               | 4.7                        | 6.4                        | 6.9                        | 7.6                        |                            |                            |                            |                            |
| Europe   | Malte *                                    | 11            | 13            | 7             | 17            | 10            | 19            | 12            | 11            | 2.7                        | 3.2                        | 1.7                        | 4.1                        | 2.4                        | 4.6                        | 2.9                        | 2.6                        |
| Europe   | Monténégro                                 |               |               | 8             | 11            |               |               |               |               |                            |                            | 1.3                        | 1.8                        |                            |                            |                            |                            |
| Europe   | Portugal                                   | 392           | 338           | 365           | 341           | 305           | 314           | 377           | 424           | 3.7                        | 3.2                        | 3.5                        | 3.2                        | 2.9                        | 3.0                        | 3.5                        | 4.0                        |
| Europe   | Serbie                                     |               |               | 89            | 115           | 105           | 123           | 111           | 72            |                            |                            | 0.9                        | 1.2                        | 1.1                        | 1.2                        | 1.1                        | 0.7                        |
| Europe   | Slovénie                                   | 70            | 87            | 58            | 55            | 97            | 57            | 79            | 63            | 3.5                        | 4.4                        | 2.9                        | 2.7                        | 4.8                        | 2.8                        | 3.9                        | 3.1                        |
| Europe   | Espagne                                    |               |               | 2140          | 2102          | 2530          | 2437          | 2051          | 1578          |                            |                            | 4.9                        | 4.8                        | 5.7                        | 5.4                        | 4.5                        | 3.4                        |
| Europe   | Macédoine (ex-Rép. yougoslave)             |               |               | 93            | 103           |               |               |               |               |                            |                            | 4.6                        | 5.0                        |                            |                            |                            |                            |
| Europe   | Autriche                                   |               | 687           | 678           | 700           | 710           | 693           | 779           | 875           |                            | 8.4                        | 8.2                        | 8.5                        | 8.5                        | 8.3                        | 9.3                        | 10.4                       |
| Europe   | Belgique                                   | 2850          | 2944          | 3029          | 3194          | 3232          | 3126          | 2953          | 2991          | 27.7                       | 28.4                       | 29.1                       | 30.5                       | 30.7                       | 29.5                       | 27.7                       | 27.9                       |
| Europe   | France                                     | 10408         | 10506         | 9993          | 9784          | 10132         | 10277         | 10108         |               | 17.3                       | 17.3                       | 16.4                       | 15.9                       | 16.4                       | 16.5                       | 16.2                       |                            |
| Europe   | Allemagne                                  | 8766          | 8831          | 8133          | 8118          | 7511          | 7292          | 7314          | 7724          | 10.6                       | 10.7                       | 9.9                        | 9.8                        | 9.1                        | 8.8                        | 8.9                        | 9.4                        |
| Europe   | Liechtenstein                              | 0             | 1             | 4             | 2             | 1             | 3             | 0             | 0             | 0.0                        | 2.9                        | 11.5                       | 5.7                        | 2.8                        | 8.4                        | 0.0                        | 0.0                        |
| Europe   | Luxembourg                                 |               |               |               | 40            | 44            | 57            |               |               |                            |                            |                            | 8.6                        | 9.2                        | 11.7                       |                            |                            |
| Europe   | Monaco                                     | 1             |               | 3             | 2             |               |               |               |               | 2.8                        |                            | 8.5                        | 5.7                        |                            |                            |                            |                            |
| Europe   | Pays-Bas                                   | 1700          | 1800          | 2485          | 2385          | 2095          | 1920          | 1850          | 1530          | 10.5                       | 11.1                       | 15.2                       | 14.6                       | 12.7                       | 11.6                       | 11.2                       | 9.2                        |
| Europe   | Suisse *                                   | 547           | 573           | 646           | 639           | 648           | 612           | 666           | 543           | 7.5                        | 7.8                        | 8.7                        | 8.6                        | 8.6                        | 8.1                        | 8.7                        | 7.1                        |
| Océanie  | Australie                                  | 18237         |               |               |               |               |               |               |               | 91.9                       |                            |                            |                            |                            |                            |                            |                            |
| Océanie  | Nouvelle-Zélande                           |               |               | 994           | 1183          | 1143          | 1130          | 1128          | 1129          |                            |                            | 24.0                       | 28.3                       | 27.0                       | 26.4                       | 26.1                       | 25.8                       |
| Océanie  | Îles Salomon                               |               | 170           | 65            | 79            | 61            | 56            |               |               |                            | 37.2                       | 13.8                       | 16.4                       | 12.3                       | 11.0                       |                            |                            |

## Conséquences

### Traumatisme physique et biologique
Toute pénétration non désirée et violente peut être source de plaies, déchirure et saignements et source de risques d'infection notamment en présence du VIH ou d'autres maladies sexuellement transmissibles chez le violeur (qui peut aussi être contaminé par un agent pathogène lors d'un viol).

### Traumatisme psychologique

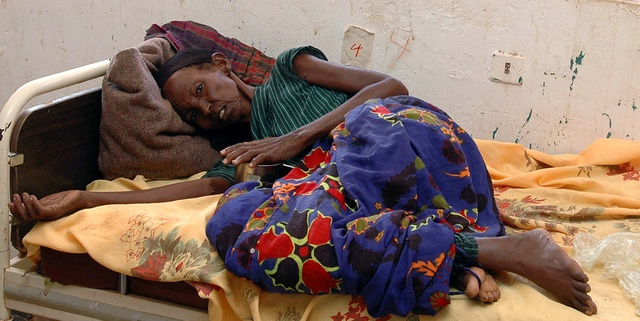
Une femme victime de viol à Mogadiscio, 2008

Le viol et notamment l'inceste,, engendrent aussi pour ses victimes des conséquences sociopsychologiques et neurologiques graves, pouvant aller jusqu'à un état de sidération avec pertes de mémoire pouvant empêcher le dépôt d'une plainte. 
La probabilité d'être victime de stress post-traumatique est de 80 % en l'absence de soins adaptés. Ces conséquences peuvent conduire à un fort sentiment de honte et de culpabilité . Cela peut évoluer vers l'organisation de conduites dissociatives entraînant une inadaptation sociale et un mal-être dans les situations impliquant la séduction et la sexualité, avec a contrario des périodes de souffrance intense lorsque les mécanismes d'évitement sont mis en défaut. Ainsi, on peut observer une peur de l'intimité rendant la relation avec autrui difficile. 
Au niveau de la sexualité, les victimes de viols peuvent souffrir de vaginisme, de problèmes liés au désir, de dysfonctions sexuelles liées à l'excitation ou au plaisir. Des situations d'échecs répétés sont fréquentes. Le traumatisme psychologique peut être exacerbé par les vulnérabilités personnelles de la personne violée (jeune âge, dépendance…) et dans certains contextes (ex. : quand le violeur fait partie de la famille ou des proches, qu'il a un statut social élevé, et/ou qu'il représente l'autorité ou la morale (religieux) et/ou en cas de grossesse consécutive au viol).
L'individu violé n'est pas le seul à supporter les conséquences du viol, l'enfant qui peut en naître et les proches en pâtiront souvent aussi, avec parfois la constitution de secrets de familles pathogènes sur une ou plusieurs générations.
Certains auteurs plaident pour que l'on reconnaisse la spécificité et la gravité du trauma sexuel (parmi d'autres traumatismes psychologiques).

## Soins et traitement suivants
Les personnes blessées ou victimes de traumatismes physiques peuvent avoir besoin des soins médicaux correspondants (pour ce faire, il est possible de consulter la liste internationale des numéros de téléphone d'urgence).
Ces soins médicaux sont complétés par des attitudes médicales particulières à la sphère sexuelle et uro-génitale. Et le trauma se complique avec des conséquences psychologiques propres aux personnes abusées, plus particulièrement dans les cas d'inceste ou de viol d'enfant. Le personnel hospitalier est encore insuffisamment sensibilisé et attentif à ces particularités. Mais des réunions ou des stages de sensibilisation se mettent en place, grâce à la prise de conscience générale du problème de la fragilité particulière de la personne violée, et à la compassion du personnel médical qui veut améliorer et optimiser sa réponse dans la prise en charge de la victime de viol.
Dans le cas du vaginisme, plusieurs professionnels peuvent agir de concert (psychiatre, gynécologue, sage-femme, sexologue ou encore psychologue). L'hypnose (notamment l'hypnose ericksonienne) obtient de bons résultats dans le traitement de ce trouble. Les exercices de Kegel (qui agissent sur les muscles pelviens) et les dilatateurs vaginaux progressifs permettent aux femmes de se ré-approprier leur corps à leur rythme.

## Tolérance sociale du viol

### Mythes sur le viol

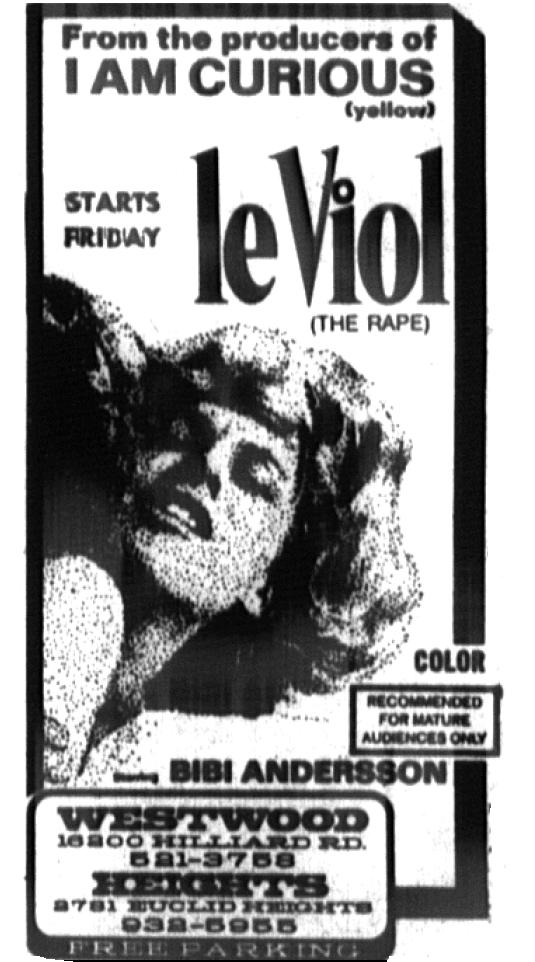
Annonce publicitaire pour le film Le Viol, 1970.

#### Mythes concernant les femmes victimes de viols
Lonsway et Fitzgerald (1994) ont défini les mythes sur le viol comme les « attitudes et croyances généralement fausses, mais répandues et persistantes, permettant de nier et de justifier l’agression sexuelle masculine contre les femmes ». On peut les regrouper en trois catégories :
- « Il ne s’est rien produit » : un certain nombre de mythes promeuvent l’idée que les femmes accusent souvent les hommes à tort de viol.
- « Elle l’a voulu ou elle a aimé » : ce sont les mythes prétendant qu’une femme qui dit « non » pense « oui » ; que la violence est sexuellement excitante pour les femmes ; que la victime aurait pu résister si vraiment elle n’était pas consentante.
- « Elle l’a mérité » : ce sont les mythes comme « Elle était habillée de manière trop sexy » ou « Elle marchait seule la nuit ».

#### Mythes concernant les hommes victimes de viols
- Les hommes ne seraient pas vulnérables. Or, les gens oublient parfois que les jeunes garçons peuvent être faibles et vulnérables face à des malfaiteurs, qui sont souvent plus forts et peuvent utiliser n'importe quel moyen[200]. Un homme adulte peut aussi ne pas pouvoir se défendre, ou avoir peur de le faire. Il peut aussi être manipulé, ou être sous l'emprise de drogue ou d'alcool.
- Une érection impliquerait le consentement. Or, Roy J. Levin et Willy Van Berlo ont écrit, dans un article dans le Journal of Clinical Forensic Medicine (« Revue de la médecine légale clinique »), qu'une stimulation génitale légère ou du stress peuvent provoquer une érection « même sans la présence de stimulation sexuelle ». Une érection ne veut donc pas dire que l'homme est consentant. Les hommes peuvent avoir des érections même dans des situations sexuelles traumatiques ou douloureuses[200]. Similairement à la réponse érectile féminine, la réponse érectile masculine est involontaire[201],[202], ce qui veut dire que l'homme n'a pas besoin d'être excité pour avoir une érection et qu'une stimulation mécanique est tout ce qui est nécessaire. Un homme peut aussi avoir une érection par peur ou par intimidation, surtout si la personne est plus âgée ou est une figure d'autorité[203].
- Les hommes seraient moins traumatisés. Or, beaucoup d'études montrent que les effets long termes sont très néfastes pour les deux sexes, et que les hommes sont peut-être plus affectés à cause de la stigmatisation sociale et de l'incrédulité entourant leur victimisation[200]. Eogan et Richardson notent que les hommes tendent à ressentir une colère plus intense que les femmes, et que les deux sexes traversent des sentiments de détresses similaire après un viol.
- Subir un viol aurait un impact sur l'orientation sexuelle. Or, les experts ne pensent pas que les abus sexuels jouent un rôle significatif dans l'orientation sexuelle plus tard. Des recherches par Jane Gilgun, Judith Becker et John Hunter indiquent que même si beaucoup de malfaiteurs ont été eux-mêmes victimes d'abus sexuels, la majorité des victimes ne deviennent pas des malfaiteurs dans leur adolescence[200].
- Un homme violé par une femme serait chanceux. La coordinatrice de « Ontario Coalition of Rape Crisis Centres » (La coalition d'Ontario des centres de crise du viol), Nicole Pietsch, a indiqué que les hommes victimes font face à des barrières, notamment un mythe qui voudrait qu'un homme violé par une femme ne peut que l'avoir voulu. Dans ce cas, le public pourra dire que la victime est chanceuse, en caractérisant l'expérience comme positive même si elle ne l'est pas du tout[204].

## Campagnes de lutte contre le viol et les violences sexuelles

### En France

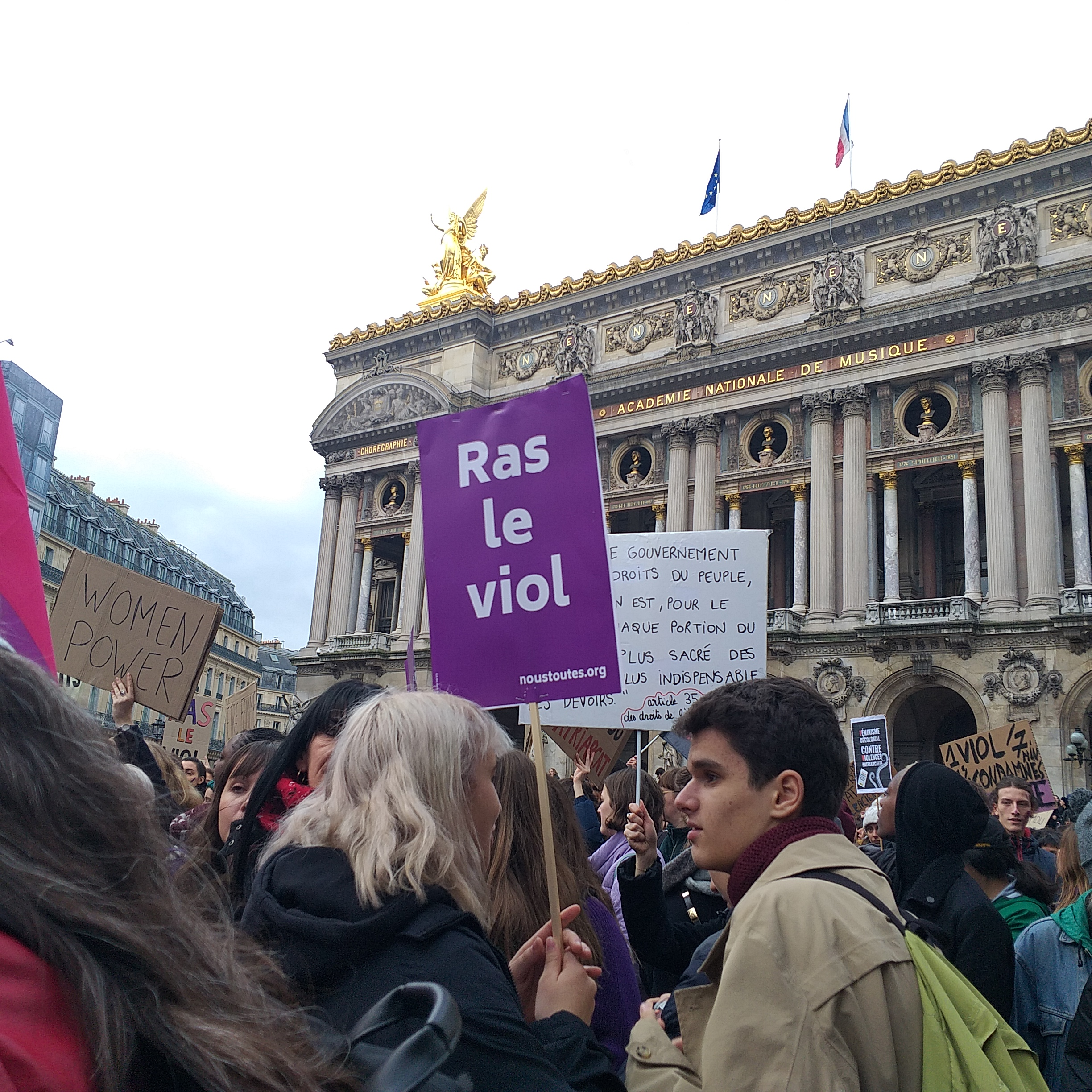
Marche contre le viol, Paris, 23 novembre 2019, avec le slogan « Ras le viol » sur une pancarte.

Alors que près de 75 000 femmes sont violées chaque année en France, trois associations, Le Collectif Féministe Contre le Viol, Mix-Cité et Osez le féminisme !, engagent, en novembre 2010, la campagne « La honte doit changer de camp ! ». Les hommes et les femmes sont invités à signer un manifeste contre le viol des femmes. Pour Samira Ouardi, porte-parole de Mix-Cité, ce manifeste a pour objectif de « donner la parole à celles qui d’ordinaire ne la prennent pas ». Béatrice Gamba, elle aussi une membre de Mix-Cité, indique : « Cela peut arriver à n’importe quelle femme. À son travail, dans son immeuble, chez elle… Cela concerne tous les âges, toutes les classes sociales, toutes les cultures ». L'image de la campagne montre une image choquante, une femme avec une main sur sa bouche et l'autre sur son entrejambe. Béatrice Gamba commente cette affiche : « Le viol, c’est ça. On ne peut pas adoucir cette réalité. Notre message, c’est ça suffit ! Le corps des femmes n’est pas en libre service. Leur désir doit être respecté au même titre que celui des hommes. C’est primordial ».

### Contre le viol commis contre les hommes

#### Au Québec
Le Centre d'aide aux victimes d'actes criminels (CAVAC) canadien a lancé une campagne « Les hommes sont aussi victimes d'agressions sexuelles, et si on en parlait… ». La campagne prend pour socle la brochure du CAVAC qui propose de faire un état des lieux des mythes et des réalités concernant les agressions sexuelles dont sont victimes les hommes.

#### Au Canada
Le gouvernement canadien a aussi édité un document intitulé Les hommes qui ont été victimes de violence sexuelle durant l'enfance : Guide à l'intention des hommes. Le livret propose aux hommes victimes de prendre conscience de la gravité des actes qu'ils ont subis, de les amener à s'orienter vers un conseiller. Il aborde aussi la question du comportement à adopter vis-à-vis de l'agresseur et du conjoint. Le livret « s'adresse également aux personnes qui aident ces hommes à aborder chaque nouvelle journée avec courage : leur conjoint ou conjointe, leurs amis et leurs parents ».

#### En France
Si de nombreuses campagnes présentent le viol des femmes comme un sujet devant être pris en compte à la fois par les femmes et par les hommes, le sujet du viol des hommes est présenté comme un problème ne concernant que les hommes. Ainsi, Laure Salmona, spécialiste des violences sexuelles et membre de l’association Mémoire Traumatique et Victimologie explique que « C’est aux hommes de s’organiser, d’aménager des espaces de parole pour qu’ils puissent témoigner ». 
Selon le site legifrance.gouv.fr le viol est : « Tout acte de pénétration sexuelle, de quelque nature qu'il soit, commis sur la personne d'autrui ou sur la personne de l'auteur par violence, contrainte, menace ou surprise est un viol. Le viol est puni de quinze ans de réclusion criminelle ». Suivant cette définition, les hommes qui sont soumis à une violence, contrainte, menace ou surprise pour accomplir une pénétration sont également considérés comme des victimes de viol.

### Contre le viol commis contre les garçons
Le gouvernement canadien a lancé une campagne de prise en charge des jeunes garçons victimes de viols. Ainsi, le livret Les Jeunes Garçons victimes de violence sexuelle : Guide à l'intention des jeunes garçons comporte une préface destinée aux parents, la suite du document s'adressant aux garçons victimes de viols ou de violences sexuelles. Il leur y est proposé « de savoir ce qu'est la violence sexuelle, de mieux comprendre ce que tu ressens et de savoir où trouver de l'aide ». Le livret comporte plusieurs témoignages de garçons abusés par des personnes ayant autorité sur eux tels que leur entraîneur sportif, la gardienne d'immeuble, l'oncle, le beau-père, la mère.

## Dans la fiction
Si le viol fait partie de bon nombre de films de guerre et d'action, certains longs métrages l'évoquent comme thème principal en y dénonçant ses conséquences. C'est notamment le cas des films Les Accusés, Outrages, Vivante, The Girl Next Door, Thelma et Louise, Les Oubliées de Juarez, Baise-moi, L'Amour violé, Millénium, Irréversible, I Spit on Your Grave, ou encore Une histoire banale.
Le film City of Life and Death le met aussi en scène durant la prise de Nankin par les troupes japonaises en 1937.

#### Généralités
- Gérard Lopez et Gina Piffaut-Filizzola, Le Viol, Que sais-je ?, PUF, 1993, 127 pages ;
- Fabrice Virgili, « Histoire du viol », dans Michela Marzano (dir.), Dictionnaire de la violence, Paris, PUF, 2011.
- Georges Vigarello, Histoire du viol : XVIe – XXe siècles, Seuil, 2000, 364 p.
- Marie-Victoire Louis, Le Droit de cuissage : France, 1860-1930, Éditions de l'Atelier, 1994.
- Michèle Bordeaux, Bernard Hazo et Soizic Lorvellec, Qualifié viol, Mollat, 1990.

#### Viols et guerre
- Raphaëlle Branche et Fabrice Virgili (dir.), Viols en temps de guerre, Paris, Payot, 2011  (ISBN 978-2-228-90703-3).
- Sidonie Matokot-Mianzenza, Viol des femmes dans les conflits armés et thérapies familiales : cas du Congo Brazzaville, L'Harmattan, 2003  (ISBN 2-7475-3690-4) ;
- K. Guenivet, Violences sexuelles - La nouvelle arme de guerre, Michalon, 2001, 206 pages ;
- Twagiramariya C, Turshen M., “Faveurs à accorder” et “victimes consentantes” : les politiques de survie au Rwanda. In : Turshen M, Twagiramariya C, éditeurs. Ce que font les femmes en temps de guerre : Genre et conflit en Afrique, Paris : L’Harmattan, 2001, p. 139-162 ;

#### Témoignages
Anonyme, Une femme à Berlin : Journal. 20 avril - 22 juin 1945, Éditions Gallimard, coll. « Témoins », 9 novembre 2006, 272 p. (ISBN 978-2-07-077182-0)

#### Autres
- Collectif, « Le viol », Le torchon brûle, no 4, juin 1972.
- Émilie K., Viol, ce crime particulier Témoignage d'une victime du viol jusqu'au procès et à la reconstruction, augmenté et commenté par le Médecin Légiste Dr Bernard Marc, et la chroniqueuse judiciaire Anne-Sophie Martin, ECHO Éditions, 2019, 252 pages,  (ISBN 978-2-490775-00-2) ;
- Catherine Morbois, Marie-France Casalis, L'Aide aux femmes victimes de viol, L'Esprit du Temps, 2002, 131 pages  (ISBN 2-913062-92-X) ;
- Randy Thornhill, Craig T. Palmer, Histoire biologique du viol : comprendre pour mieux se défendre, Favre, 2002, dossiers et témoignages, 325 pages  (ISBN 2-8289-0693-0) ;
- Samira Bellil, Dans l'enfer des tournantes (en), Gallimard, coll. « Folio documents », 2003, 307 pages  (ISBN 2-07-042990-3) ;
- Georges Vigarello, Histoire du viol, XVIe - XXe siècles, Seuil, coll. « Univers historique », 1998, 287 pages  (ISBN 2-02-026266-5) ;
- Nicole Gonthier, « Les victimes de viol devant les tribunaux à la fin du Moyen Âge d’après les sources dijonnaises et lyonnaises », Criminologie, vol. 27, no 2, 1994, p. 9-32 ;
- Annik Porteau-Bitker, « La justice laïque et le viol au Moyen Âge », Revue historique de droit français et étranger, vol. 66, no 4, 1988, p. 491‑526 ;
- Didier Lett, « “Connaître charnellement une femme contre sa volonté et avec violence”. Viols des femmes et honneurs des hommes dans les statuts communaux des Marches au XVIe siècle », Olivier Mattéoni, Julie Claustre et Nicolas Offenstadt (dir.), Un Moyen Âge pour aujourd’hui - Pouvoir d’État, opinion publique, justice. Mélanges offerts à Claude Gauvard, Paris, 2010, p. 449-461 ;
- Lett, Didier, « Genre et violences sexuelles commises contre des enfants dans les registres judiciaires de Bologne au XVe siècle », Annales de démographie historique, no 135, t. 1, 2018, p. 141-172 ;
- Anne Poiret, L'Ultime Tabou. Femmes pédophiles, femmes incestueuses, Patrick Robin, 2006, 188 pages  (ISBN 978-2-35228-000-2) ;
- Véronique Cormon, psychologue, psychothérapeute, Journal international de victimologie : « Viols et métamorphoses »(Archive.org • Wikiwix • Archive.is • Google • Que faire ?) (consulté le 11 septembre 2017) ;
- Alixe Loane Vivre, enfin et ne plus survivre, récit-témoignage du combat d'une victime de viols incestueux, 112 pages,  (ISBN 2-912807-13-1), éditions Guillemain (diffusion GE29), 2004.
- Daniel Welzer-Lang, Lilian Mathieu, Michaël Faure, Sexualités et violences en prison, ces abus qu'ont dit sexuels. Observatoire international des prisons Aléas éditeur (1996)  (ISBN 2-908016-78-8)

### Documentaires
En 2015, l'émission Infrarouge de France 2 se penche sur le tabou de la Pédophilie au féminin. Le reportage donne la parole à des policiers, des magistrats et des thérapeutes, ainsi qu'à des victimes de viols et d'agressions sexuelles commise par des femmes, mères, nourrices, etc.,. Au fil de l'actualité le sujet de la pédophilie féminine est repris dans différents articles,.